# Oncidium

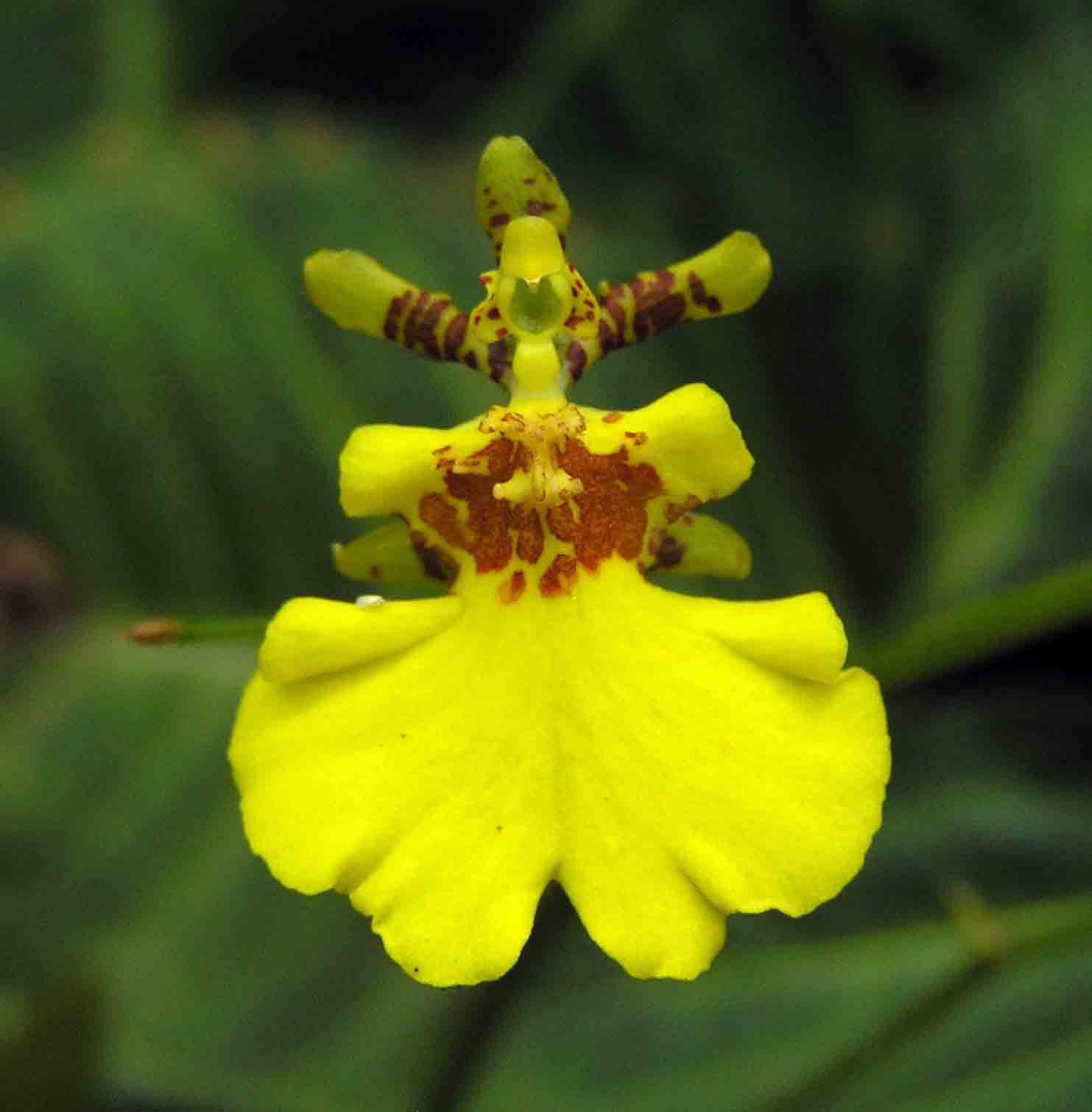
Květ hybridního oncidia

Oncidium (Oncidium) je rod rostlin z čeledi vstavačovité, kde je řazen do podčeledi Epidendroideae. Jsou to epifytické nebo pozemní orchideje velmi různorodého vzhledu. Většina druhů má pahlízy s 1 až 3 listy na vrcholu a několika listy nebo jen listovými pochvami kolem báze pahlízy. Květenství vyrůstají z paždí bazálních listových pochev. Květy jsou velmi variabilní co do tvaru, velikosti i vybarvení. Poměrně často mají charakteristický houslovitý tvar a žluté zbarvení s hnědou kresbou. Rod zahrnuje více než 300 druhů a je rozšířen v tropické a subtropické Americe od Floridy po Argentinu. Oncidia a jejich kříženci s příbuznými rody, jichž bylo vypěstováno velké množství, jsou jedny z nejčastěji pěstovaných orchidejí.
Taxonomie oncidií je komplikovaná a vymezení rodů v rámci příbuzné skupiny není dosud sjednocené. Panuje nesoulad mezi pojetím preferovaným v současné taxonomii, které se kloní k širokému pojetí rodu a vřazuje do něj i rody Odontoglossum, Cochlioda a další, a mezi alternativními přístupy i pěstitelskou praxí, kde je preferován větší počet úžeji vymezených rodů.

## Popis
Oncidia jsou epifytické nebo terestrické, drobné až rozměrné, velmi variabilní orchideje s plazivým nebo zkráceným oddenkem. Pahlízy mohou být krátké a téměř kulovité až protáhle válcovité, více či méně zploštělé, případně mohou být zmenšené nebo i zcela chybět. Na vrcholu nesou většinou 1 až 3 konduplikátní, čárkovitě kopinaté, celokrajné listy. Listy bývají ploché nebo výjimečně s okrouhlým průřezem. Pahlízy bývají na bázi obklopené jedním nebo několika páry listových pochev, některé mohou nést i čepele.
Květenství je několika až mnohokvěté, postranní, buď hrozen nebo jednoduchá či složená lata vyrůstající z paždí listové pochvy. Květy mohou mít různou velikost od velmi drobných po velké a nápadné. Okvětí bývá rozestálé nebo nazpět ohnuté. Kališní lístky bývají podobně dlouhé, postranní volné nebo více či méně srostlé. Postranní korunní lístky jsou často kratší než horní kališní lístek. Pysk bývá jednoduchý, houslovitý nebo trojlaločný, přisedlý nebo krátce nehetnatý, celokrajný nebo s rozštěpeným či třásnitým okrajem. Prostřední lalok je často zvětšený. Sloupek je krátký nebo protáhlý. Tyčinka je jedna, vrcholová, nesoucí dvě brylky. Plodem je tobolka.

## Rozšíření
Rod oncidium zahrnuje asi 340 až 600 druhů a je rozšířen v tropické a subtropické Americe od jižní Floridy a jižního Mexika přes Střední Ameriku a Karibik po severní Argentinu a Uruguay.
V USA roste jediný druh, Oncidium ensatum (syn. O. floridanum), rozšířený v Mexiku, Střední Americe a Karibiku a zasahující na jižní Floridu. Na Floridě roste v humusu na suchých vyvýšeninách v mokřinách a v kapsách tlejícího rostlinného opadu při kmenech cypřišků.
Rod Odontoglossum je rozšířen od Mexika po Peru a Bolívii, centrum druhové diverzity je v kolumbijských horách. Rod Cochlioda se vyskytuje v Ekvádoru, Peru a Bolívii.

## Ekologické interakce
Květy oncidií jsou opylovány především včelami nebo čmeláky. V průběhu evoluce se u nich vyvinula řada různých specializovaných vazeb, přičemž květy některých druhů nabízejí opylovačům nektar nebo olej, zatímco jiné jsou šálivé a za opylení neposkytují žádnou protihodnotu. Biologie opylování byla dosud detailně prozkoumána jen u zlomku druhů.
Květy řady druhů oncidií připomínají květy malpígiovitých rostlin. Američtí zástupci této čeledi mají na kalichu žlázky (elaiofory) produkující namísto nektaru olej, který sbírají specializované včely zejména rodu Centris a používají jej ve směsi s pylem pro výživu larev. Tvorba oleje a vazba s těmito opylovači se vyvinula i u některých druhů oncidií, jako je Oncidium hyphaematicum, O. planilabre a O. sphacelatum. Řada dalších druhů byla v rámci reorganizace rodu Oncidium přeřazena do příbuzného rodu Gomesa.
Některé druhy oncidií podobností květů s malpígiovitými včely lákají, aniž by jim poskytovaly protihodnotu.
U některých oncidií byl zjištěn unikátní způsob opylování, který souvisí s teritoriálním chováním včel rodu Centris. Má se za to, že květy vibrující ve větru připomínají hlídkujícím včelám vetřelce na jejich území. Včely ve snaze domnělého vetřelce zahnat na květy útočí a přitom se podílejí na přenosu pylu.
Květy severoandského druhu Oncidium kegeljanii (syn. Odontoglossum kegeljanii) vystavují květy s nápadnými, ale falešnými nektárii a lákají samce čmeláka Bombus hortulanus hledající nektar. Při snaze dostat se do uzavřeného květu se čmelákovi na hlavu přilepí pylové brylky. Jejich stopky se během transportu na další květ sklánějí dolů do pozice vhodné k přenosu na bliznu.
Květy rodu Cochlioda jsou zbarvené v různých odstínech oranžové a červené barvy a jsou specializovány na opylování kolibříky. Náleží mezi ně např. Oncidium roseoides (syn. Cochlioda rosea) a Oncidium vulcanicum (syn. Cochlioda vulcanica).

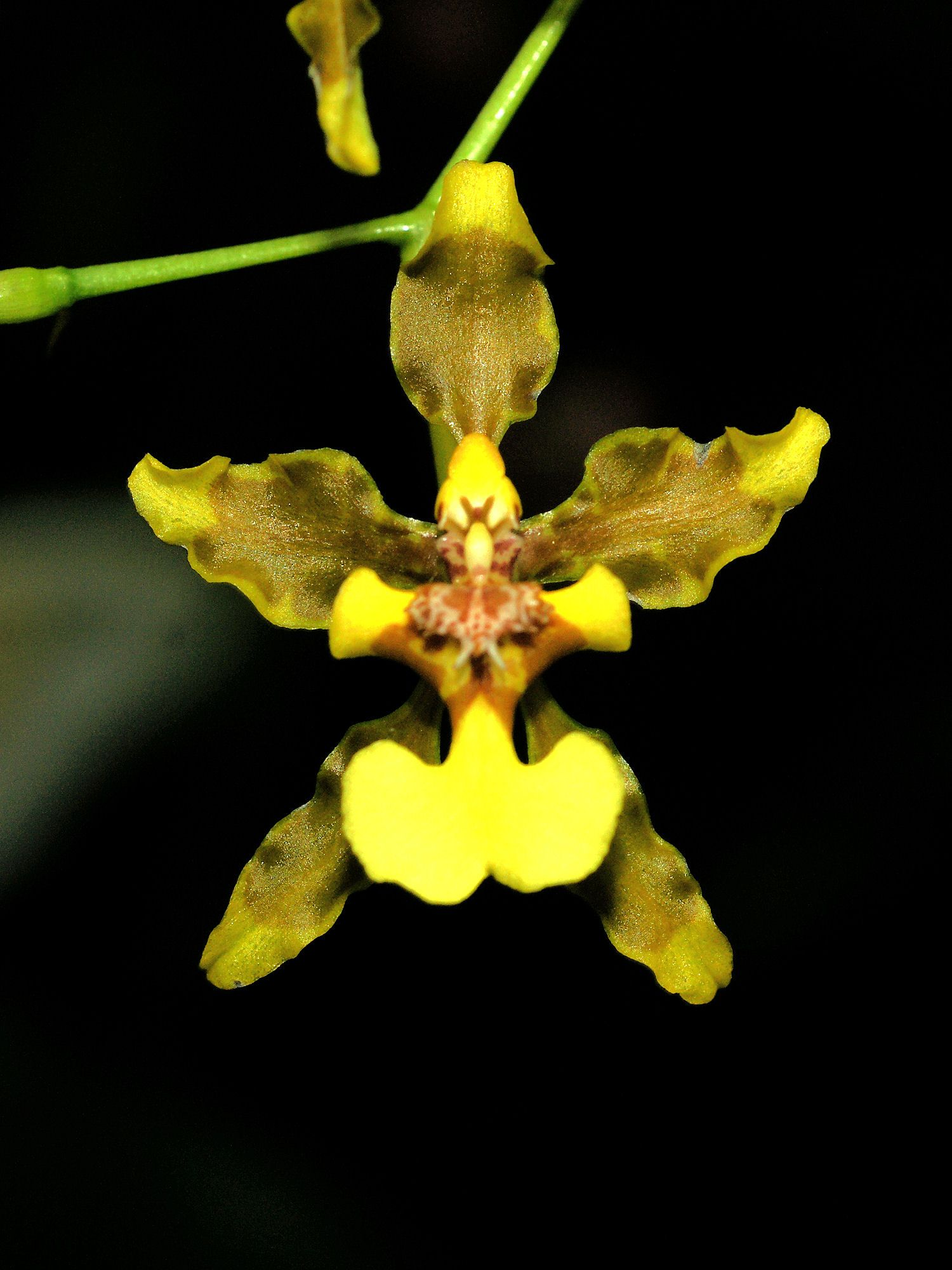
Květ Oncidium planilabre, produkující olej
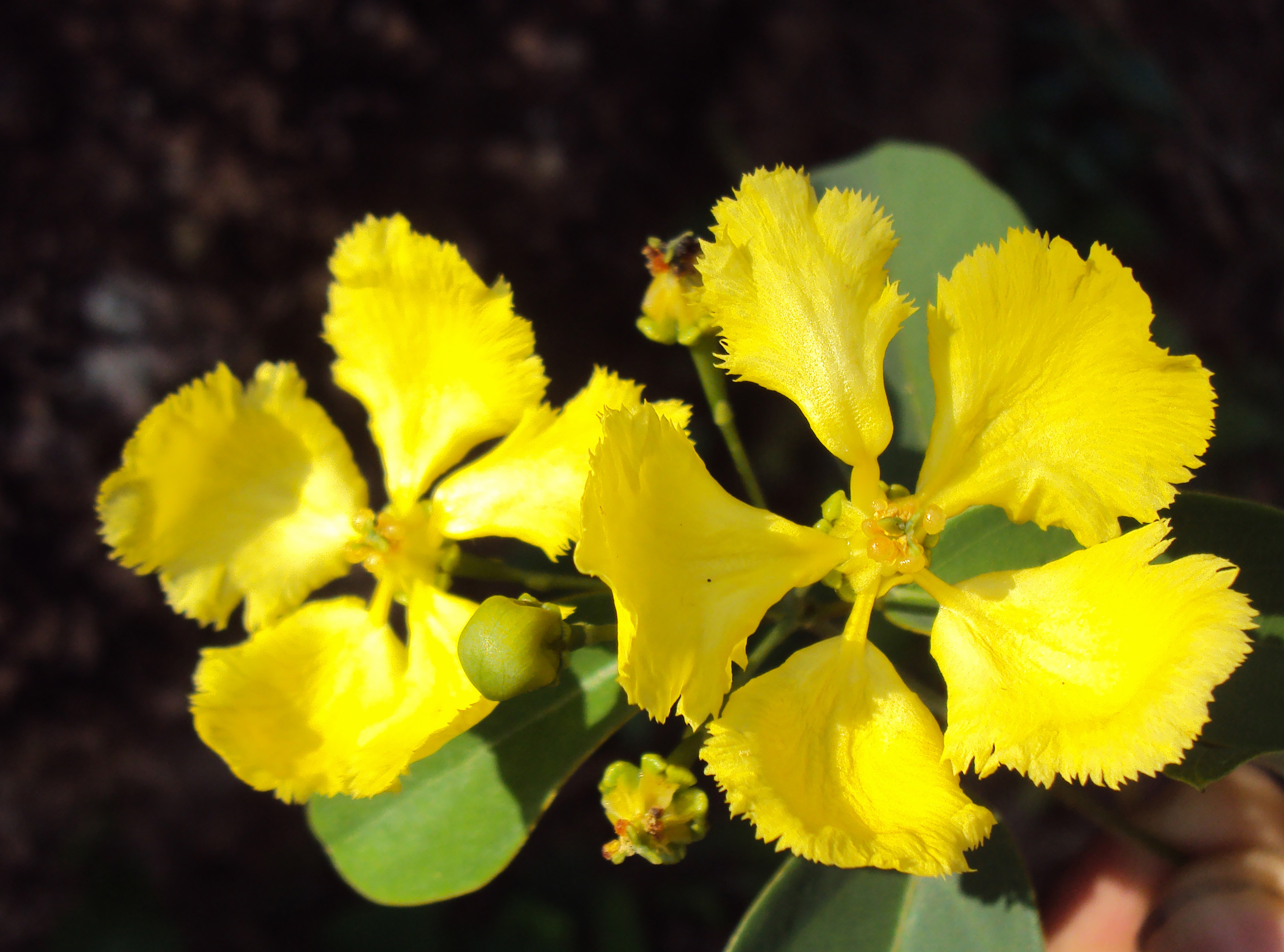
Květy Stigmaphyllon ciliatum z čeledi malpígiovité
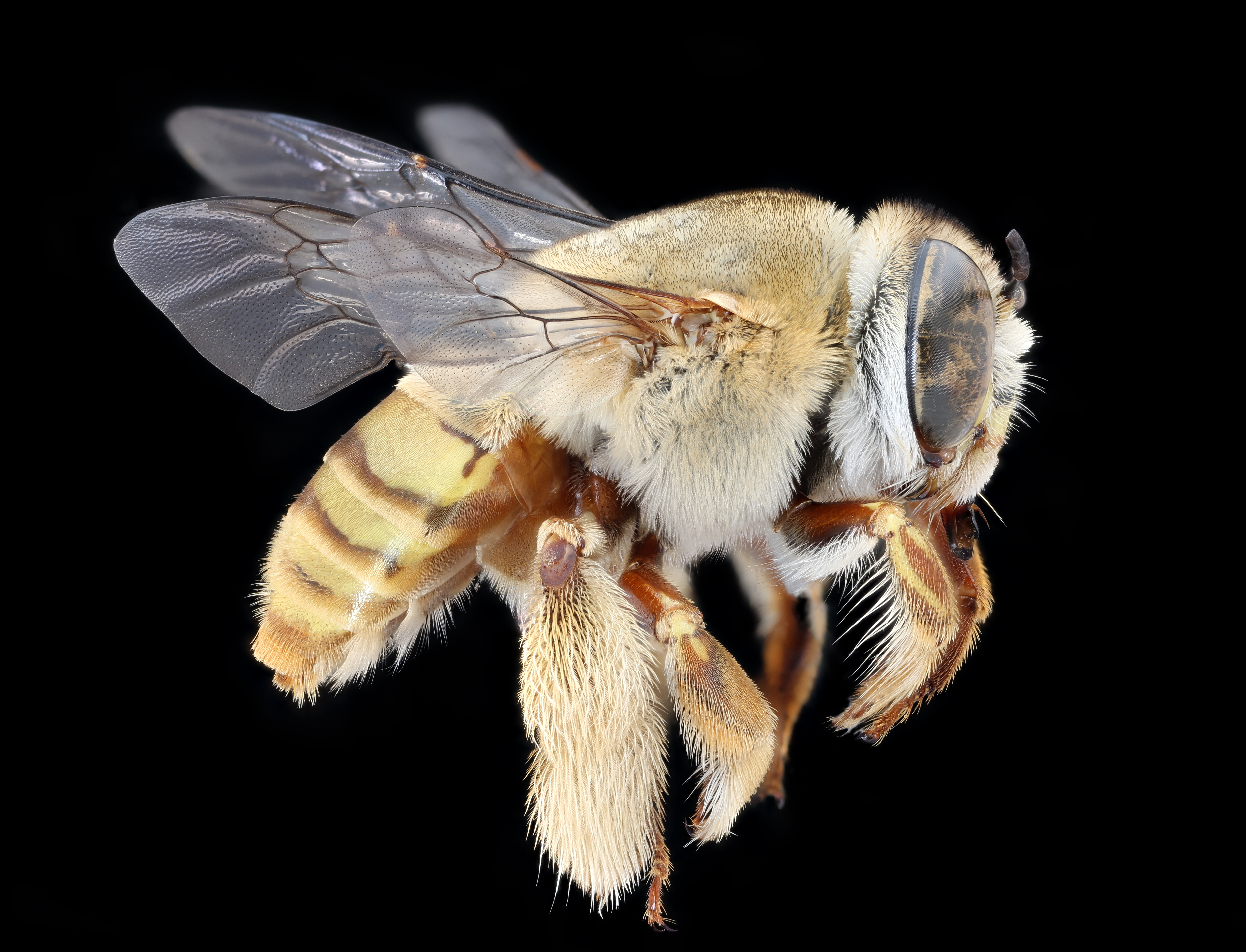
Včela Centris aethyctera z Kostariky

## Taxonomie
Rod Oncidium je v rámci čeledi Orchidaceae řazen do podčeledi Epidendroideae, tribu Cymbidieae a podtribu Oncidiinae.
Taxonomie této skupiny orchidejí je komplikovaná a dosud není uspokojivě dořešená. Historicky byly různé druhy či skupiny druhů přeřazovány do nových samostatných rodů nebo případně opět slučovány. Výsledky fylogenetických studií ukázaly, že některé rody dříve rozlišované na základě morfologie květů (Odontoglossum, Cochlioda, Symphyglossum) tvoří vývojové větve uvnitř vývojového stromu rodu Oncidium v tradičním pojetí a činí jej tak parafyletickým.
V řešení této otázky dosud nepanuje shoda a v zásadě proti sobě stojí dva koncepty.
Autoři v díle Genera Orchidacearum (M. Chase et al., 2008) se přiklonili k širokému pojetí rodu a vřadili do něj i dříve uznávané rody Cochlioda a Symphyglossum.
Naproti tomu byla v roce 2016 vydána studie (Kolanowska et al., 2016), prosazující naopak užší pojetí rodů. Její autoři argumentují tím, že rod Oncidium v širokém pojetí nelze morfologicky jednoznačně vymezit vůči jiným rodům (např. Cyrtochilum). Na základě fylogeneze rozčlenili rod Oncidium s.l. do 7 rodů: Oncidium s.str., Cochlioda, Collare-stuartense, Odontoglossum, Solenidiopsis, Symphyglossum a Vitekorchis. Většina těchto větví je monofyletická s výjimkou rodu Odontoglossum, v němž je vmezeřen rod Symphyglossum. Tento koncept se však dosud nedočkal širšího přijetí.

### Vývojový stromOncidiums.str.
|  | Collare-stuartense |
|  |                    |
|  | Solenidiopsis      |
|  |                    |
|  | Cochlioda          |
|  |                    |

|  | Odontoglossum klad 1                                                   |
|  |                                                                        |
|  | \| \| Symphyglossum \| \| \| \| \| \| Odontoglossum klad 2 \| \| \| \| |
|  |                                                                        |
|  | Symphyglossum                                                          |
|  |                                                                        |
|  | Odontoglossum klad 2                                                   |
|  |                                                                        |

|  | Symphyglossum        |
|  |                      |
|  | Odontoglossum klad 2 |
|  |                      |

|  | Collare-stuartense |
|  |                    |
|  | Solenidiopsis      |
|  |                    |
|  | Cochlioda          |
|  |                    |

|  | Odontoglossum klad 1                                                   |
|  |                                                                        |
|  | \| \| Symphyglossum \| \| \| \| \| \| Odontoglossum klad 2 \| \| \| \| |
|  |                                                                        |
|  | Symphyglossum                                                          |
|  |                                                                        |
|  | Odontoglossum klad 2                                                   |
|  |                                                                        |

|  | Symphyglossum        |
|  |                      |
|  | Odontoglossum klad 2 |
|  |                      |

|  | Collare-stuartense |
|  |                    |
|  | Solenidiopsis      |
|  |                    |
|  | Cochlioda          |
|  |                    |

|  | Odontoglossum klad 1                                                   |
|  |                                                                        |
|  | \| \| Symphyglossum \| \| \| \| \| \| Odontoglossum klad 2 \| \| \| \| |
|  |                                                                        |
|  | Symphyglossum                                                          |
|  |                                                                        |
|  | Odontoglossum klad 2                                                   |
|  |                                                                        |

|  | Symphyglossum        |
|  |                      |
|  | Odontoglossum klad 2 |
|  |                      |

|  | Collare-stuartense |
|  |                    |
|  | Solenidiopsis      |
|  |                    |
|  | Cochlioda          |
|  |                    |

|  | Odontoglossum klad 1                                                   |
|  |                                                                        |
|  | \| \| Symphyglossum \| \| \| \| \| \| Odontoglossum klad 2 \| \| \| \| |
|  |                                                                        |
|  | Symphyglossum                                                          |
|  |                                                                        |
|  | Odontoglossum klad 2                                                   |
|  |                                                                        |

|  | Symphyglossum        |
|  |                      |
|  | Odontoglossum klad 2 |
|  |                      |

|  | Collare-stuartense |
|  |                    |
|  | Solenidiopsis      |
|  |                    |
|  | Cochlioda          |
|  |                    |

|  | Odontoglossum klad 1                                                   |
|  |                                                                        |
|  | \| \| Symphyglossum \| \| \| \| \| \| Odontoglossum klad 2 \| \| \| \| |
|  |                                                                        |
|  | Symphyglossum                                                          |
|  |                                                                        |
|  | Odontoglossum klad 2                                                   |
|  |                                                                        |

|  | Symphyglossum        |
|  |                      |
|  | Odontoglossum klad 2 |
|  |                      |

|  | Collare-stuartense |
|  |                    |
|  | Solenidiopsis      |
|  |                    |
|  | Cochlioda          |
|  |                    |

|  | Odontoglossum klad 1                                                   |
|  |                                                                        |
|  | \| \| Symphyglossum \| \| \| \| \| \| Odontoglossum klad 2 \| \| \| \| |
|  |                                                                        |
|  | Symphyglossum                                                          |
|  |                                                                        |
|  | Odontoglossum klad 2                                                   |
|  |                                                                        |

|  | Symphyglossum        |
|  |                      |
|  | Odontoglossum klad 2 |
|  |                      |

|  | Collare-stuartense |
|  |                    |
|  | Solenidiopsis      |
|  |                    |
|  | Cochlioda          |
|  |                    |

|  | Odontoglossum klad 1                                                   |
|  |                                                                        |
|  | \| \| Symphyglossum \| \| \| \| \| \| Odontoglossum klad 2 \| \| \| \| |
|  |                                                                        |
|  | Symphyglossum                                                          |
|  |                                                                        |
|  | Odontoglossum klad 2                                                   |
|  |                                                                        |

|  | Symphyglossum        |
|  |                      |
|  | Odontoglossum klad 2 |
|  |                      |

|  | Collare-stuartense |
|  |                    |
|  | Solenidiopsis      |
|  |                    |
|  | Cochlioda          |
|  |                    |

|  | Odontoglossum klad 1                                                   |
|  |                                                                        |
|  | \| \| Symphyglossum \| \| \| \| \| \| Odontoglossum klad 2 \| \| \| \| |
|  |                                                                        |
|  | Symphyglossum                                                          |
|  |                                                                        |
|  | Odontoglossum klad 2                                                   |
|  |                                                                        |

|  | Symphyglossum        |
|  |                      |
|  | Odontoglossum klad 2 |
|  |                      |

## Ochrana
Oncidia jsou tak jako jiné orchideje na seznamu úmluvy CITES a pro jejich dovoz je nutné povolení. Z úmluvy byly vyjmuty v kultuře vzniklé vnitro a mezirodové hybridy.

## Zástupci
- oncidium zprohýbané (Oncidium flexuosum)[13]

## Význam
Oncidia spolu s jejich kříženci s příbuznými rody (Odontoglossum, Brassia, Aspasia, Miltonia, Leochilus a mnohé další) jsou po katlejích a dendrobiích třetí nejčastěji pěstovanou skupinou orchidejí.
V rámci rodu Oncidium (včetně Odontoglossum) je známo asi 6200 hybridů (vnitro i mezirodových).

## Charakteristika a pěstování rodů z okruhuOncidiums.str.

### Oncidiums.str.
Rod Oncidium v úzkém pojetí zahrnuje asi 300 druhů a je rozšířen od jižní Floridy po severní Argentinu, Bolívii a jižní Brazílii. Oncidia rostou až na řídké výjimky jako epifyty a lze je nalézt na široké škále různých biotopů. Obvykle vyhánějí dlouhá, mnohakvětá, vzpřímená nebo obloukovitá, větvená květenství složená z drobných až poměrně velkých květů. Květy jsou nejčastěji žlutě až hnědě zbarvené, s hnědou kresbou.
Oncidia jsou světlomilné orchideje a některé druhy mohou růst i na přímém slunci. V kultuře jim vyhovuje západní nebo východní expozice, při zajištění rozptýleného světla je možno je vystavit i jižnímu slunci. Při nedostatku světla mají tmavozelené listy, při jeho nadbytku světlé a červeně naběhlé. Vyžadují vzdušnou vlhkost mezi 40 a 70 % a dobrý pohyb vzduchu. Substrát má být dobře propustný a vzdušný. Různé druhy pocházejí z různých nadmořských výšek a mají proto rozdílné teplotní požadavky. Většina je spíše teplomilnější a vyhovují jim denní teploty v rozpětí od 26 do 30 °C, jsou však mezi nimi i chladnomilné vysokohorské druhy. Rovněž nároky na zálivku se druh od druhu liší. Doporučované intervaly zálivky se pohybují mezi 2 a 10 dny. Obecně platí, že druhy s tlustšími kořeny a dužnatějšími listy se zalévají méně často než ty s tenčími listy. Při odkvětu je vhodné nechat květy samovolně opadávat a květenství odstranit až po jeho úplném odumření. Nezřídka totiž ze starého květenství vyrazí nové květy.
Mezi druhy populární mezi pěstiteli náleží například Oncidium leucochilum, O. tigrinum, O. sarcodes a O. varicosum.

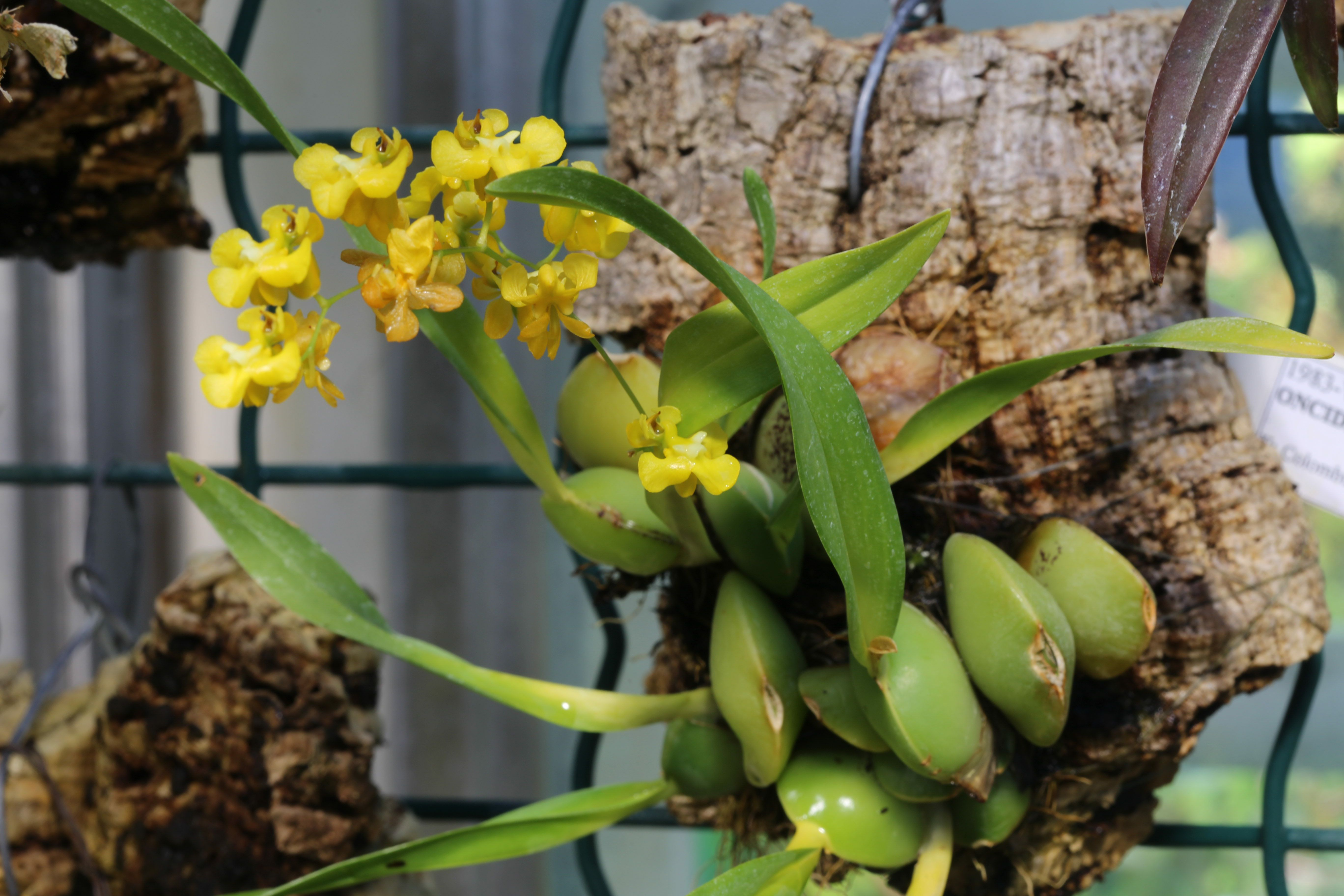
Oncidium cheirophorum
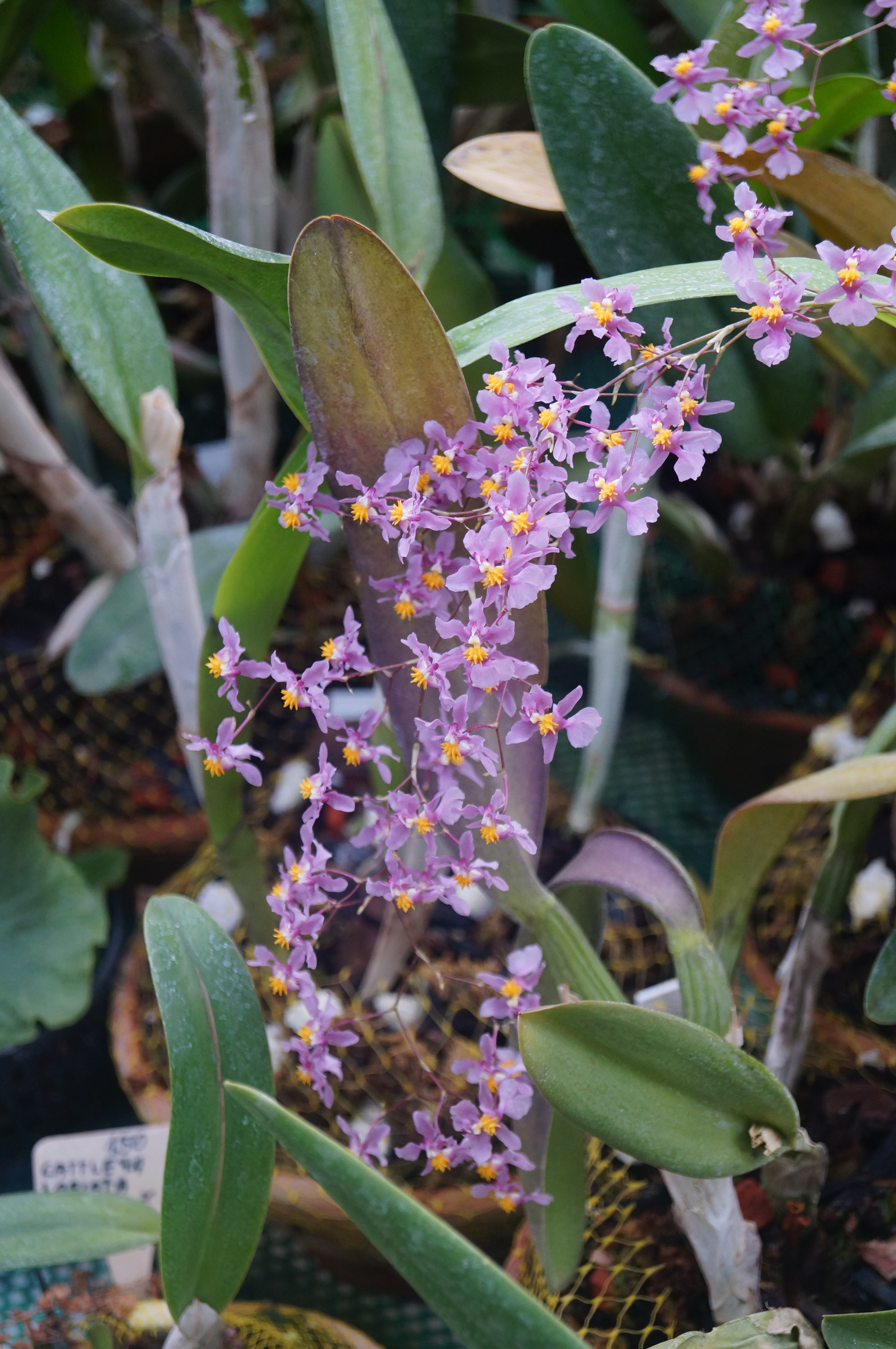
Oncidium ornithorhynchum
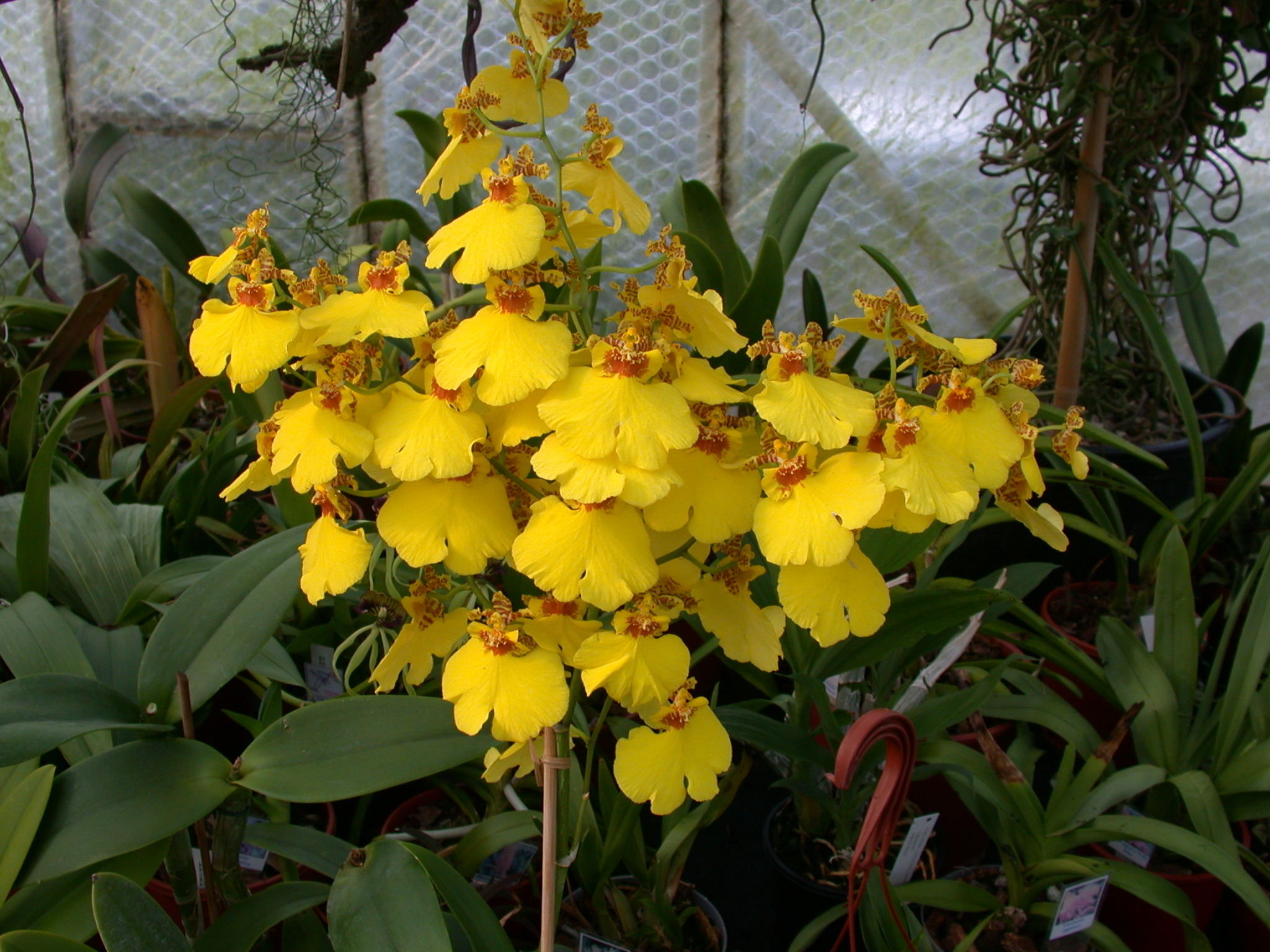
Oncidium 'Aloha'

### Odontoglossum

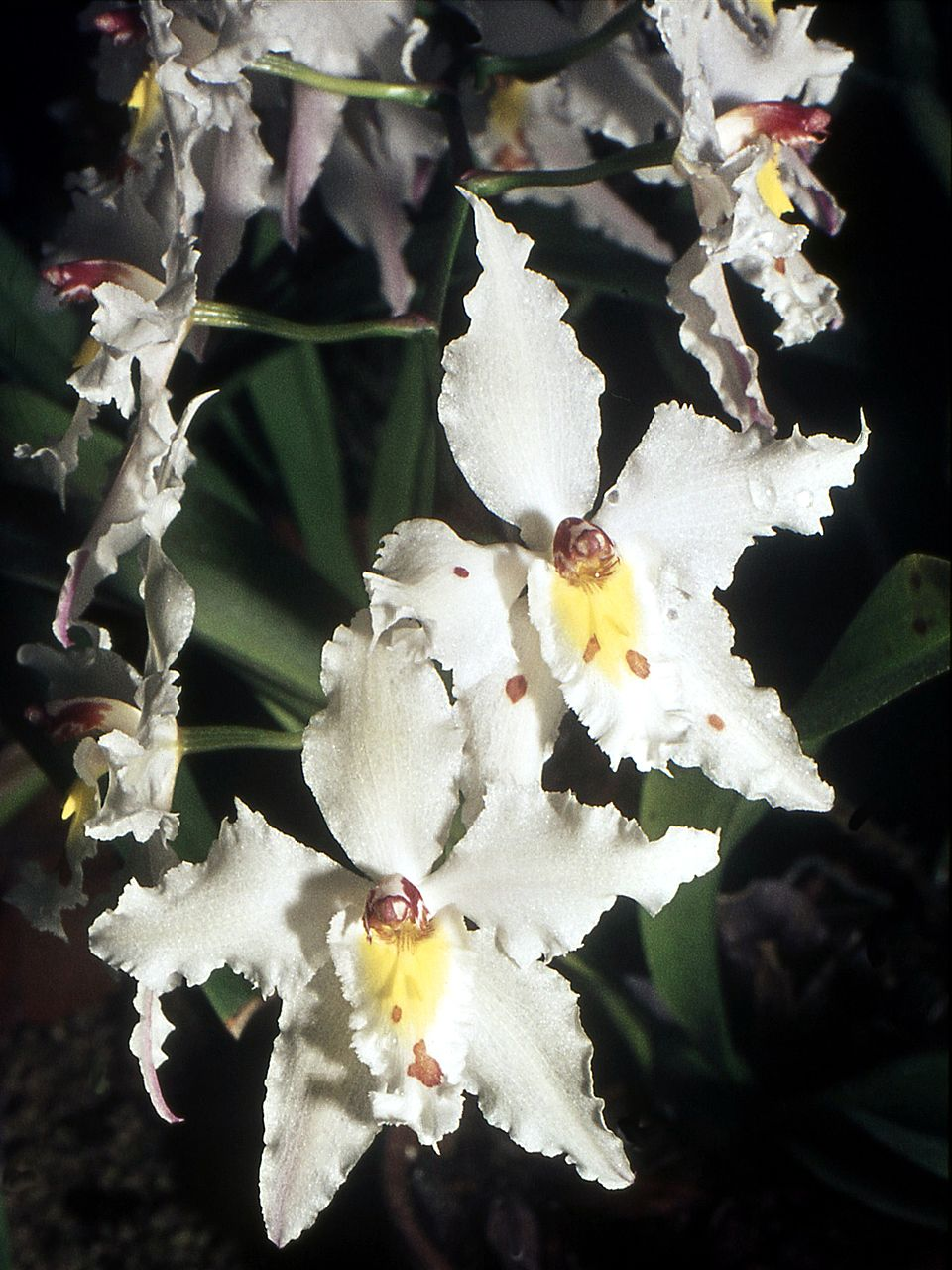
Odontoglossum crispum

Rod zahrnuje asi 100 až 175 druhů a je rozšířen v andských oblastech Venezuely, Kolumbie, Ekvádoru, Peru a Bolívie. Tyto orchideje rostou nejčastěji jako epifyty, řidčeji terestricky nebo na skalách, ve vlhkých mlžných lesích v nadmořských výškách od 1200 do 3800 metrů. V jejich přirozeném prostředí jsou malé sezónní výkyvy teploty a vlhkosti. Většině druhů vyhovují teploty mezi 22 a 26 °C ve dne a 10 až 13 °C v noci. Druhy z vyšších poloh bývají ještě chladnomilnější. Rostliny jsou poměrně světlomilné a rostou tím lépe, čím více mají světla, ovšem za podmínky, že při tom nedochází k přehřívání. V kultuře je zapotřebí zajistit dobrý pohyb vzduchu a vzdušnou vlhkost 50 až 70 %. Zálivka má být přiměřená, rostliny by neměly být přemokřené, ani nikdy úplně vyschnout. Hnojí se spíše nižšími dávkami NPK v průběhu aktivního růstu. Na složení substrátu nejsou příliš vybíravé, lze do něj použít například kůru, perlit, dřevěné uhlí, lávový kámen, vláknitou rašelinu či minerální vatu. Zásadní podmínkou úspěchu při pěstování je zajistit dobrý odtok vody od kořenů a tomu přizpůsobit typ nádoby i množství substrátu. Nejlepší výsledky dává pěstování v závěsných dřevěných koších.
Mezi častěji pěstované druhy náleží Odontoglossum crispum, O. hallii a O. harryanum.

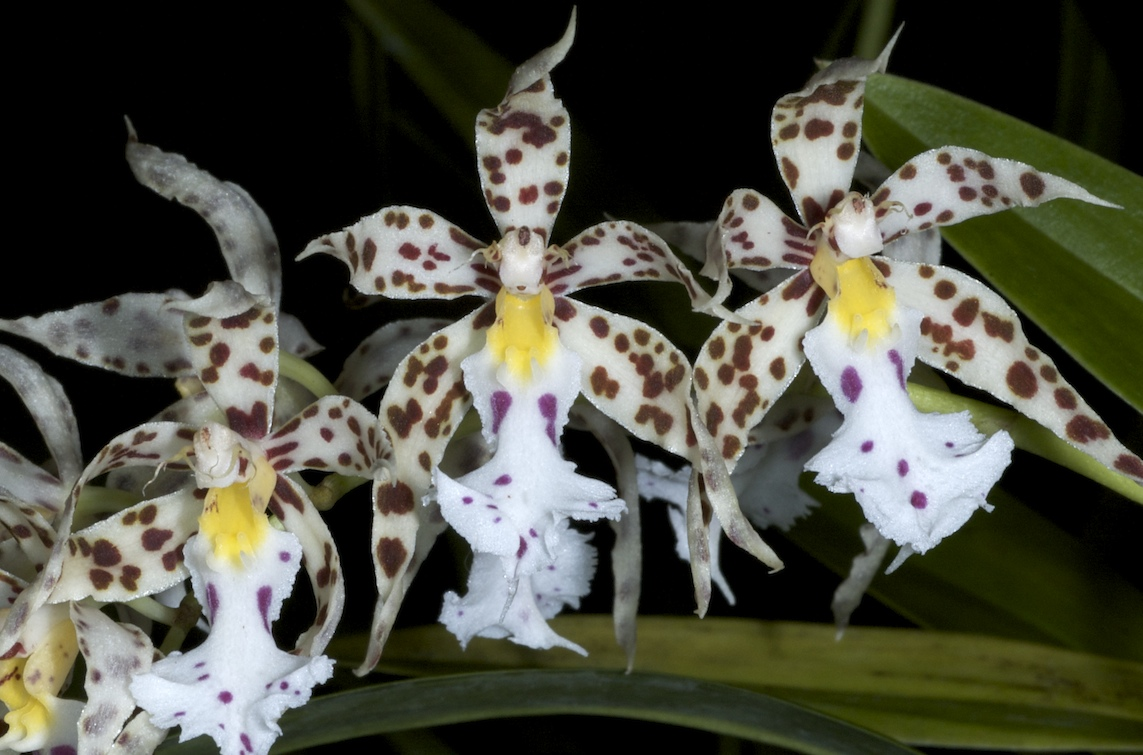
Odontoglossum blandum
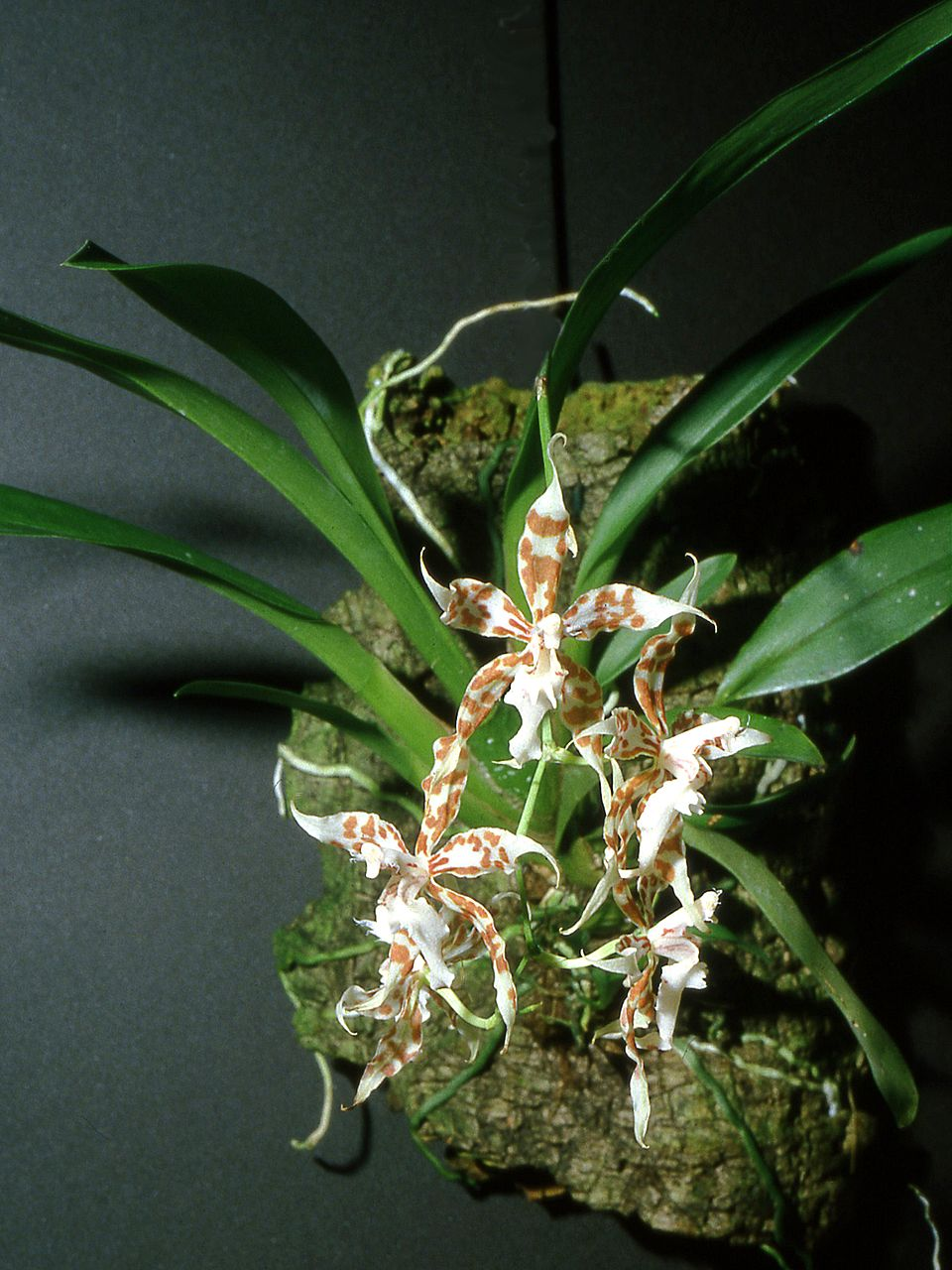
Odontoglossum crocidipterum
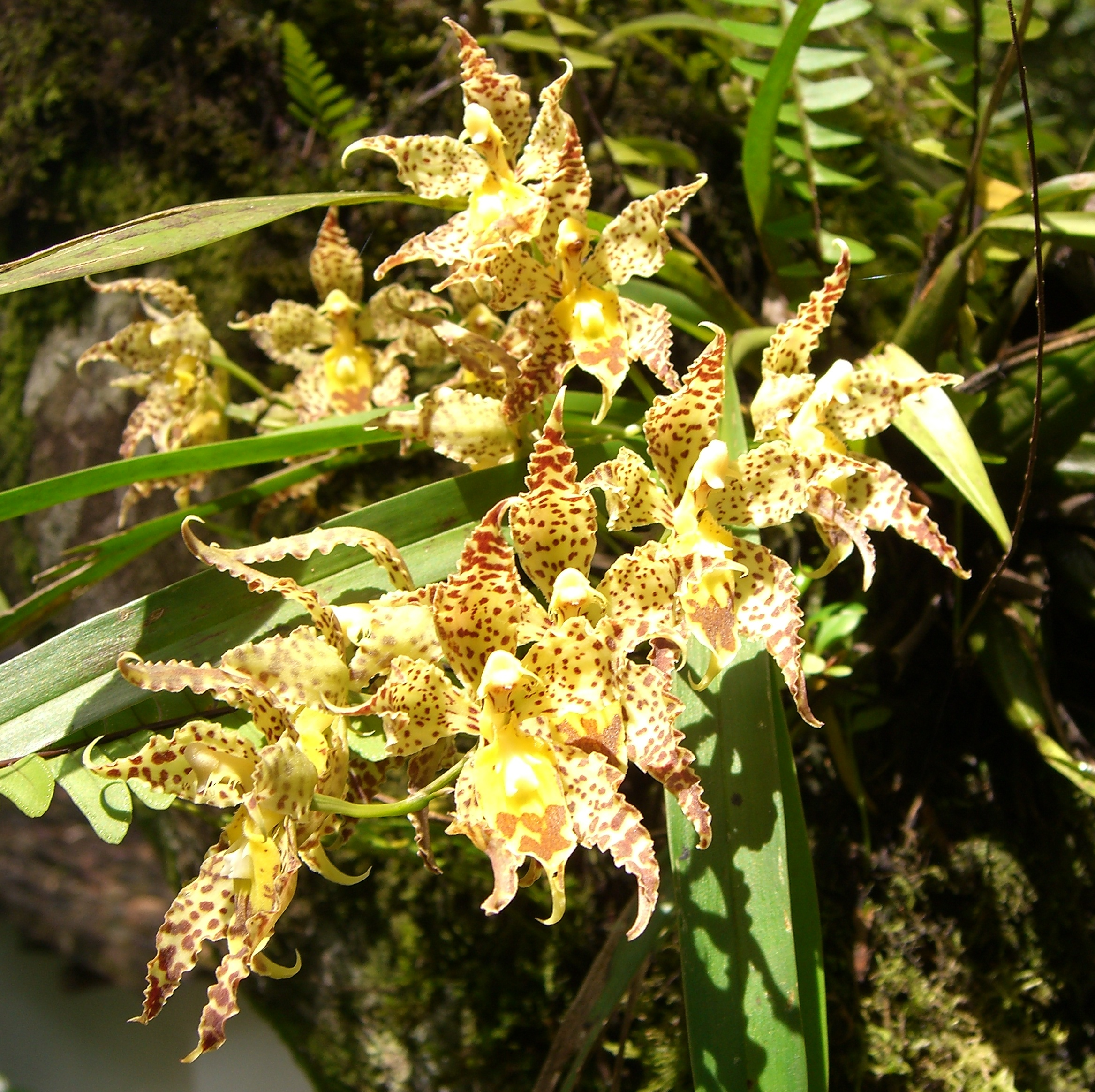
Odontoglossum praestans

### Cochlioda

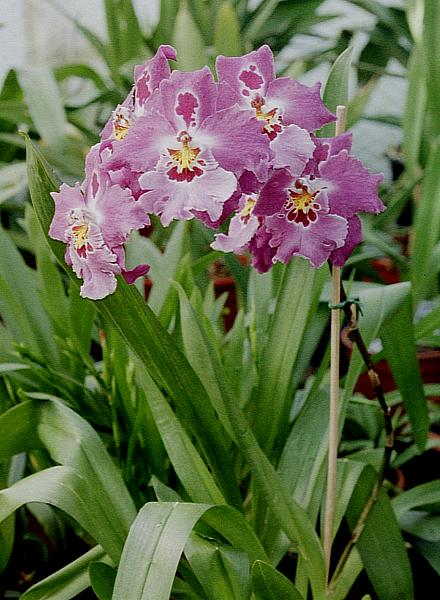
Mezirodový hybrid ×Vuylstekeara

Epifytické orchideje rodu Cochlioda se vyskytují v počtu 6 druhů v montánních mlžných lesích v Ekvádoru, Peru a Bolívii. Rostou v nadmořských výškách od 1700 do 3300 metrů. Jedná se spíše o drobnější rostliny s málo větvenými nebo nevětvenými květenstvími, složenými z mnoha jasně žlutých, oranžových, červených až purpurových květů. Nároky jsou obdobné jako u rodu Odontoglossum.

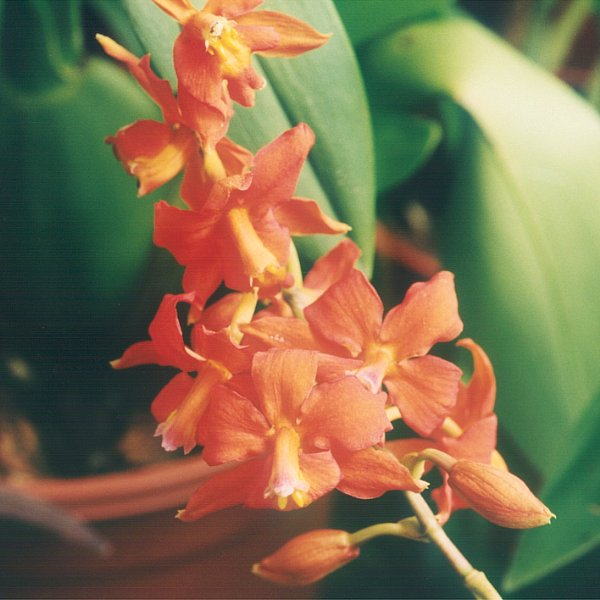
Cochlioda roezliana
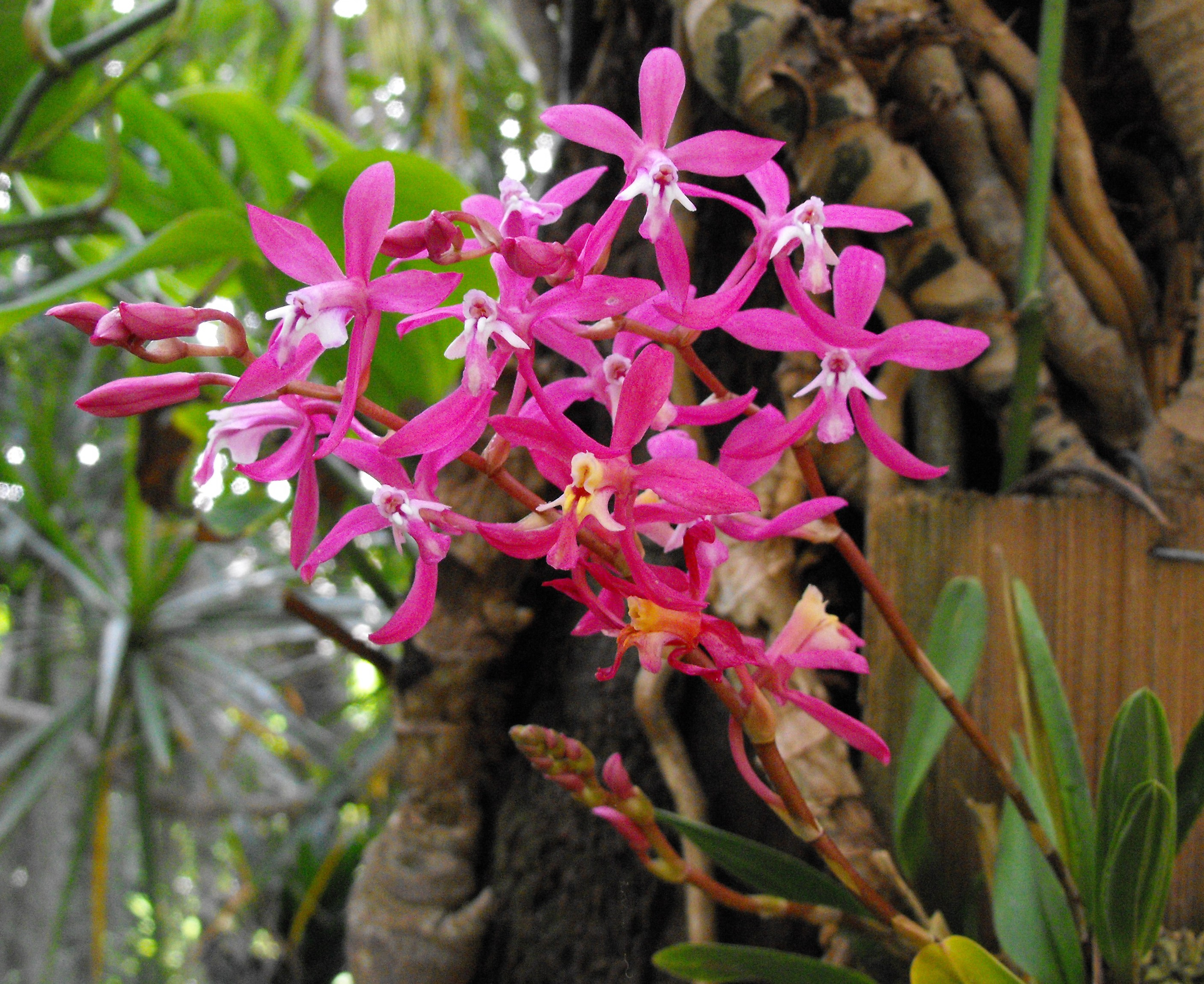
Cochlioda vulcanica

## Mezirodoví kříženci
V kultuře bylo vypěstováno nepřeberné množství kříženců oncidií s celou řadou jiných rodů podtribu Oncidiinae, zcela výjimečně i s některým rodem z jiného podtribu tribu Cymbidieae (např. Galeandra z podtribu Catasetinae). Při označování kombinací v pěstitelské praxi je zpravidla používáno úzké pojetí rodů, nikoliv aktuálně preferovaná taxonomie, s níž proto nemusí být označení v souladu. Mimo skupiny Oncidium s.l. se to týká například i skupiny Gomesa s.l.
Mezirodový hybrid ×Vuylstekeara (Cochlioda x Odontoglossum x Miltonia) je jednou z nejběžněji pěstovaných orchidejí na světě.

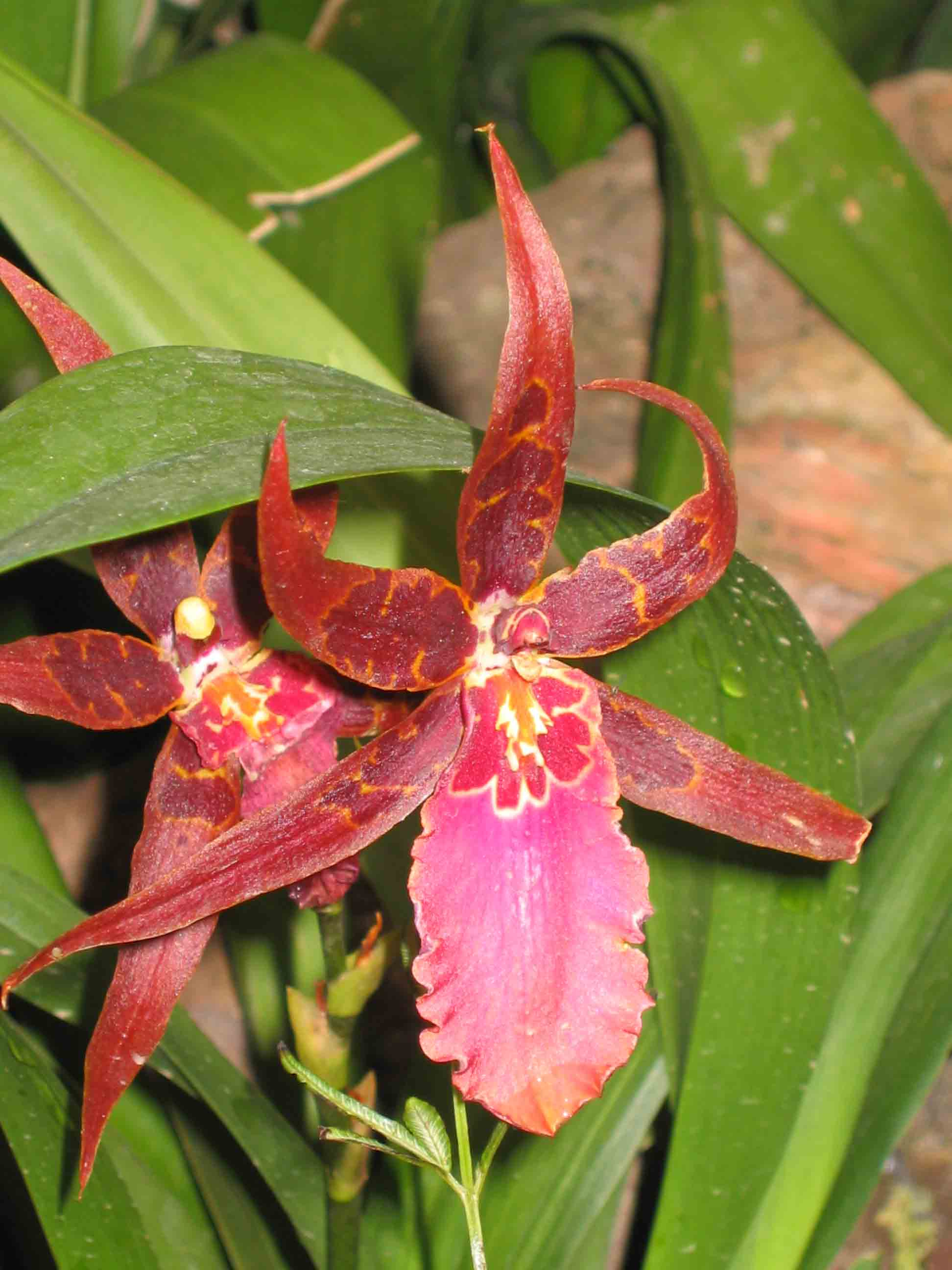
×Aliceara 'Ontario'

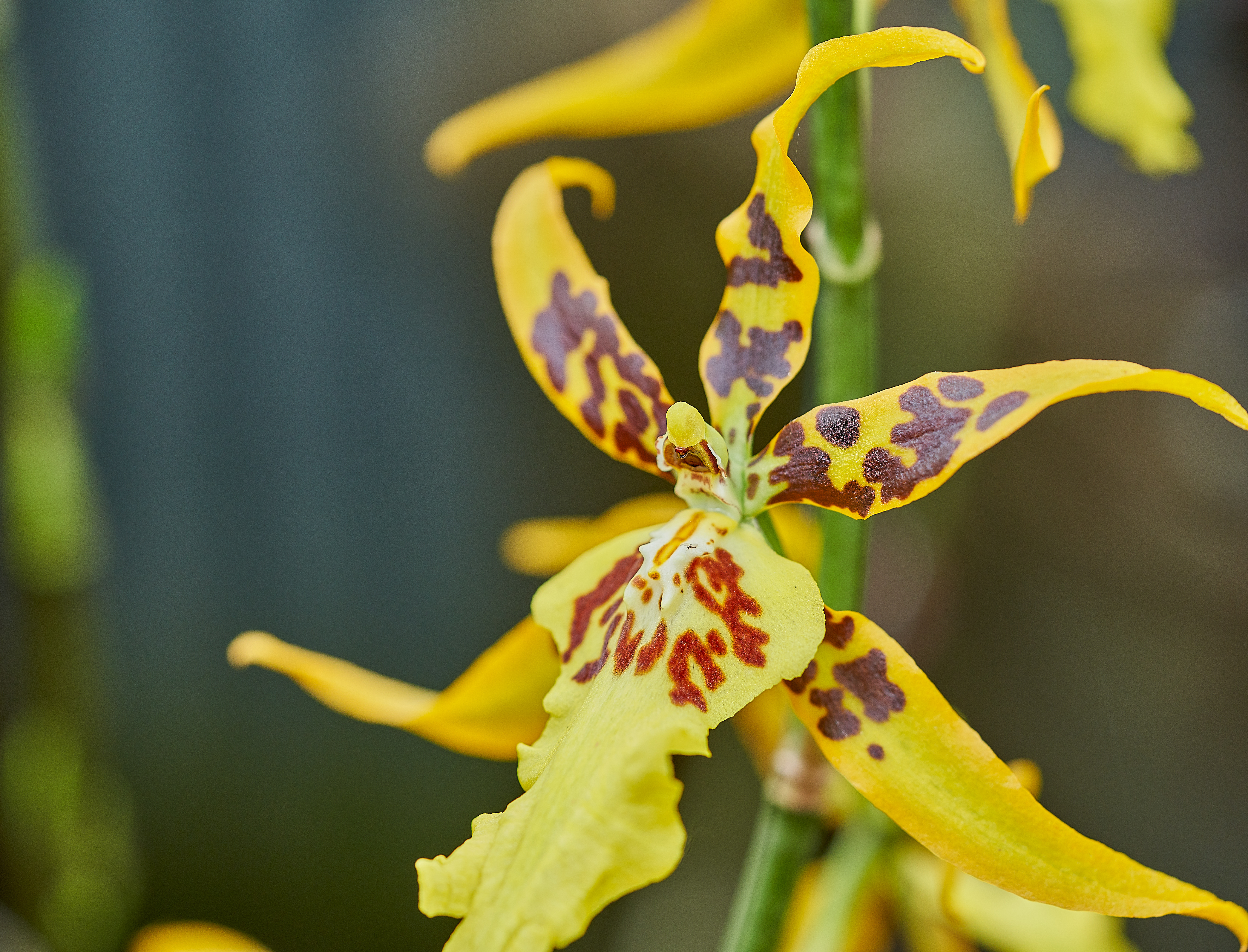
×Brassidium 'Miami'

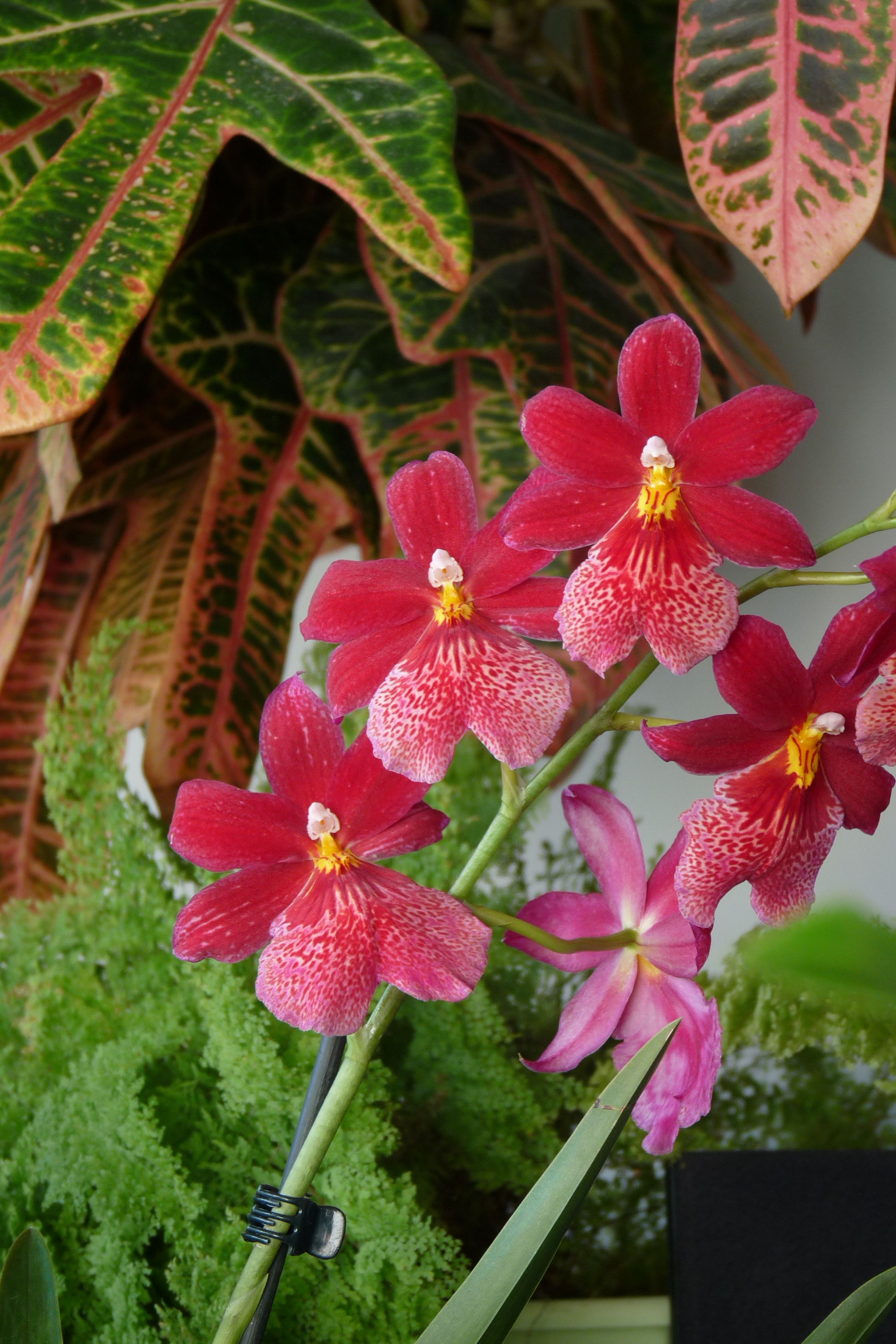
×Burrageara 'Nelly Isler'

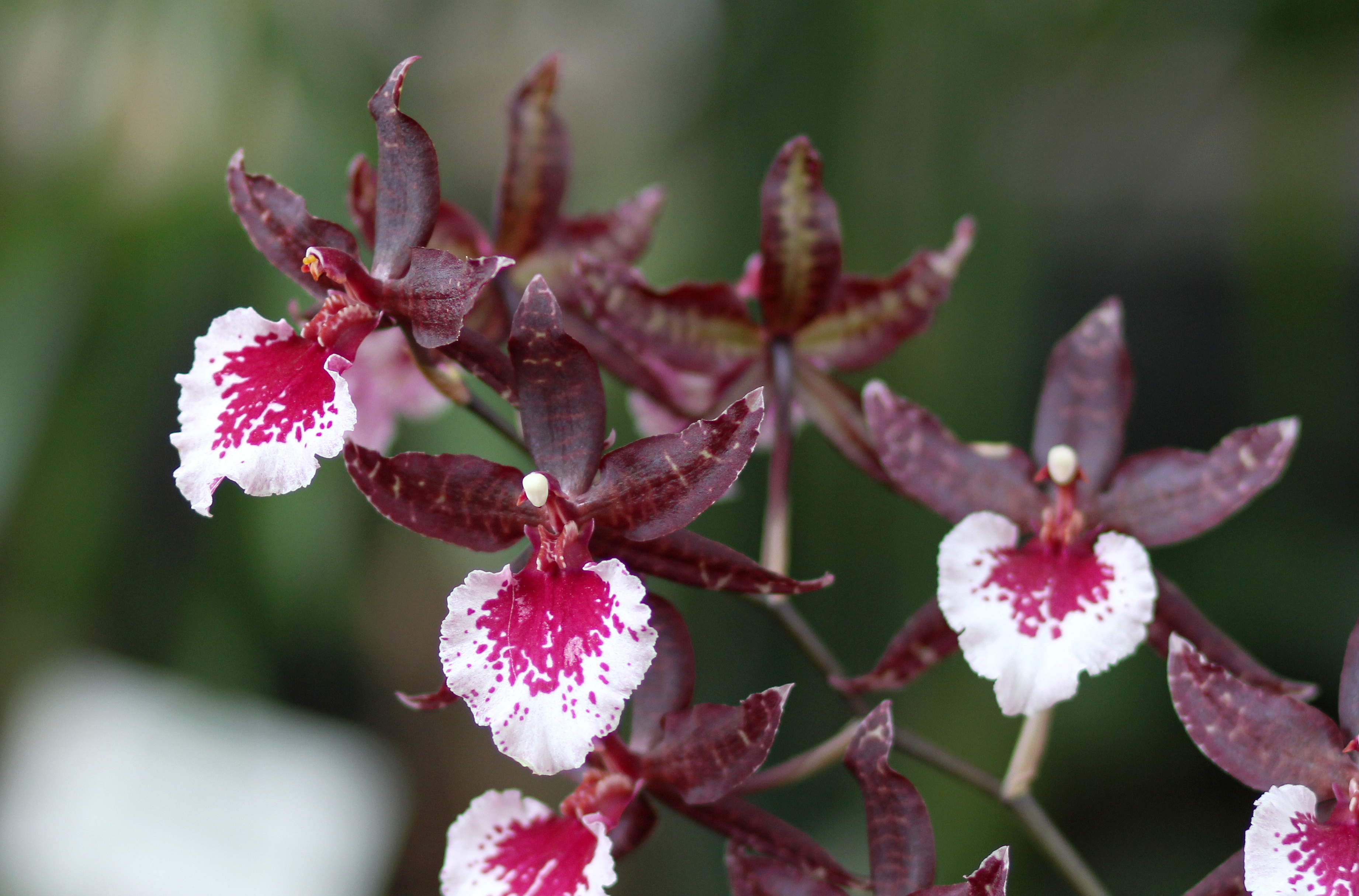
×Colmanara 'Massai'

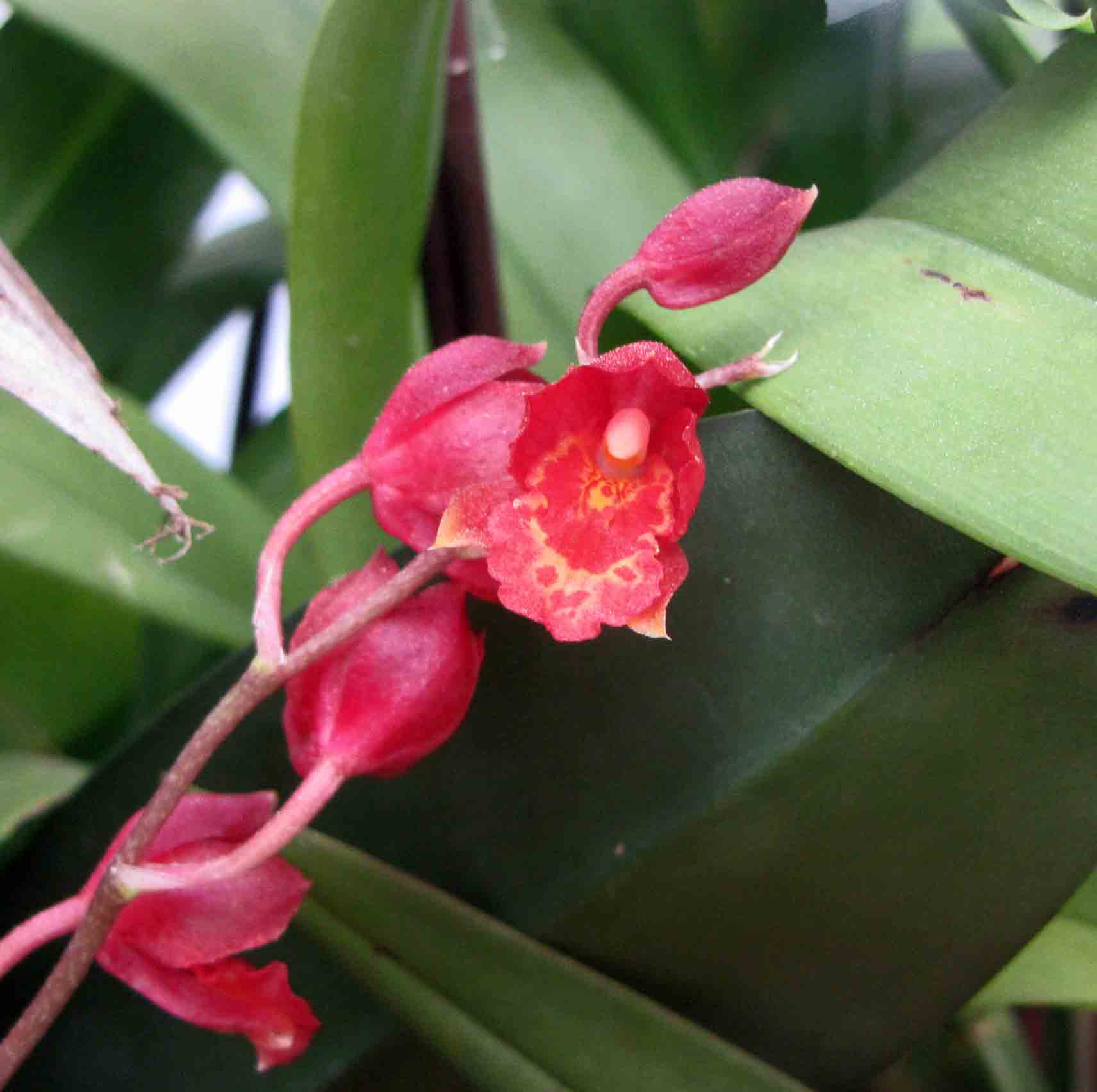
×Howeara 'Red Bug'

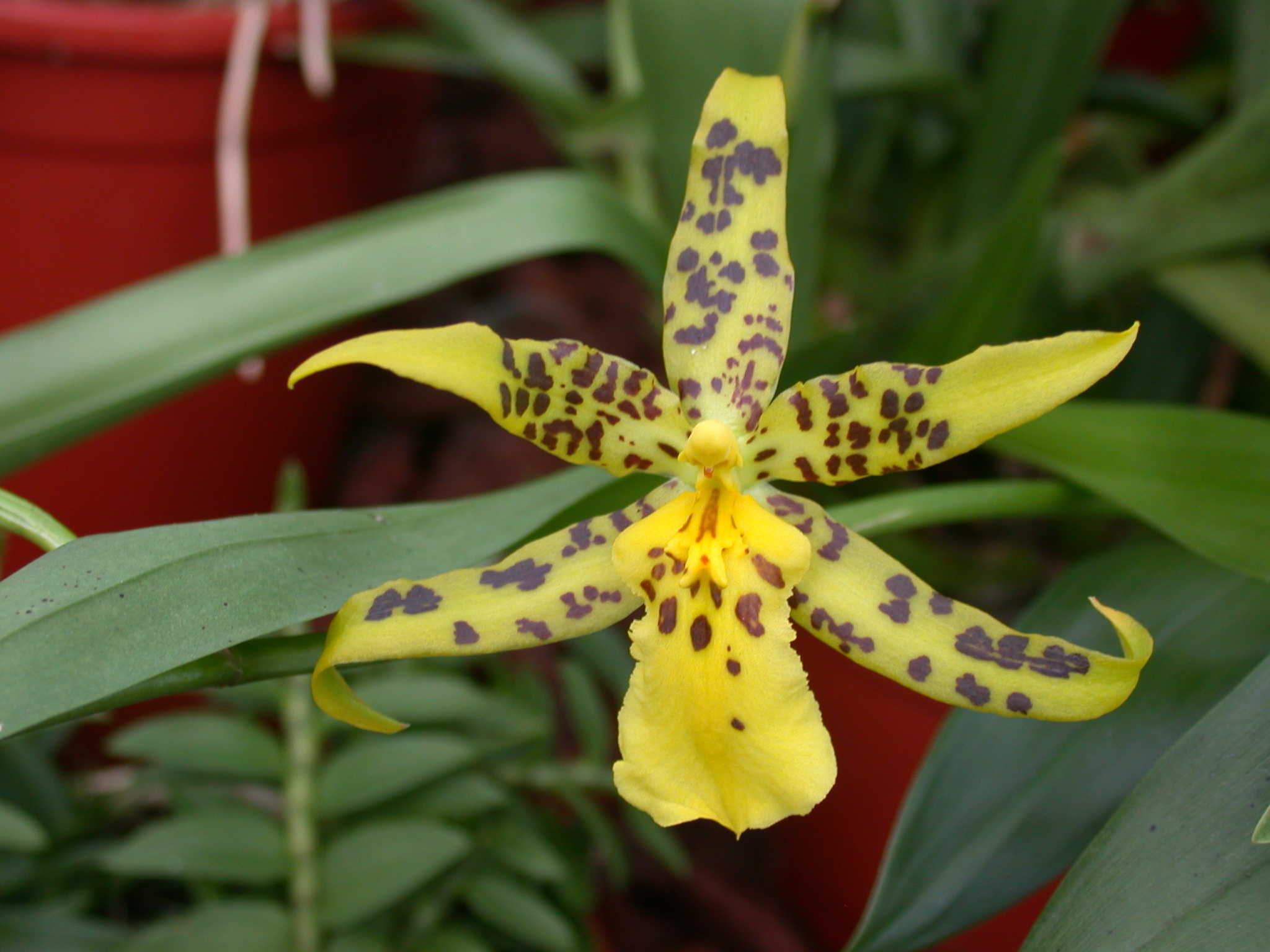
×Maclellanara 'Pagan Lovesong'

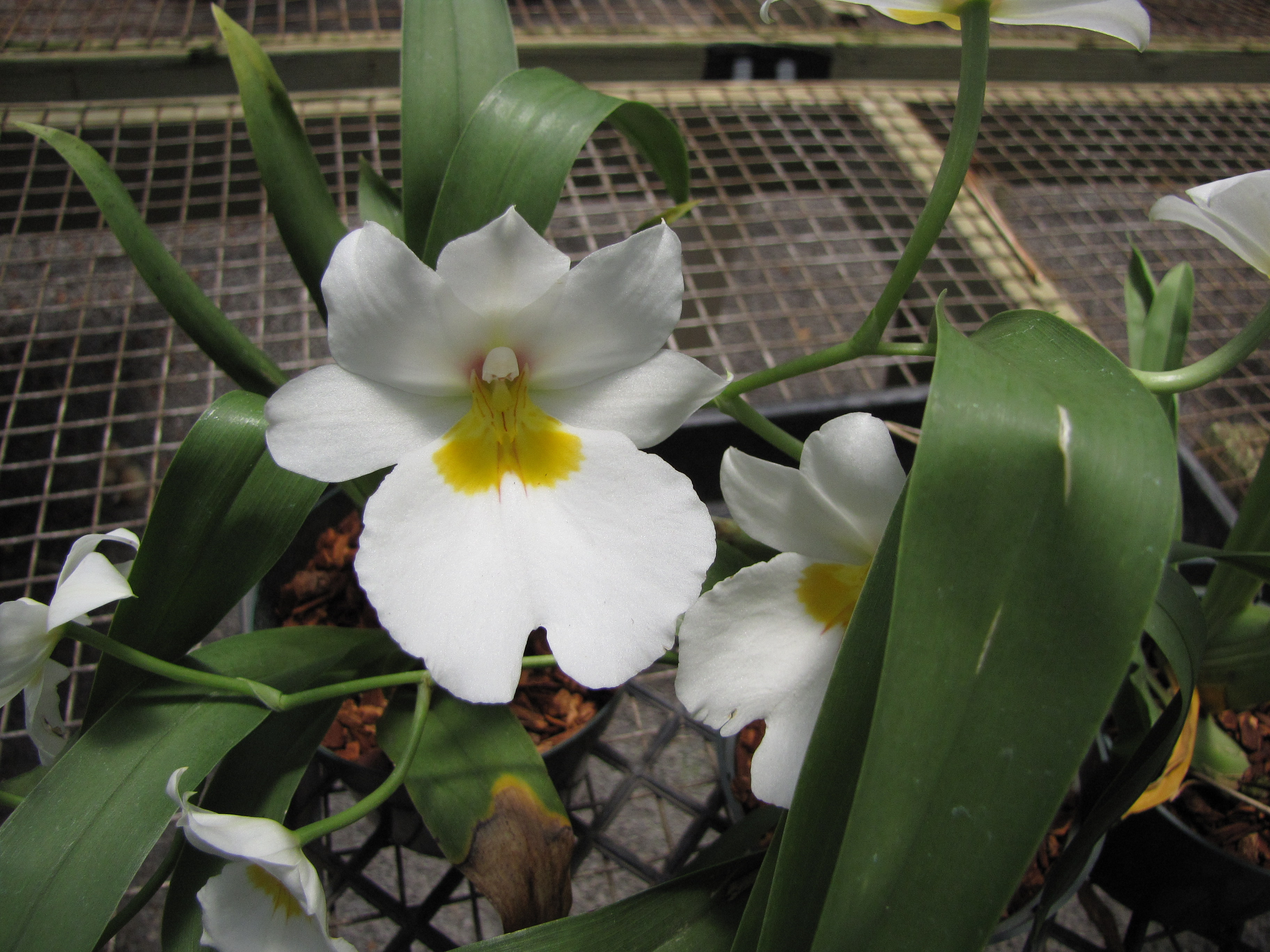
×Miltonidium sp.

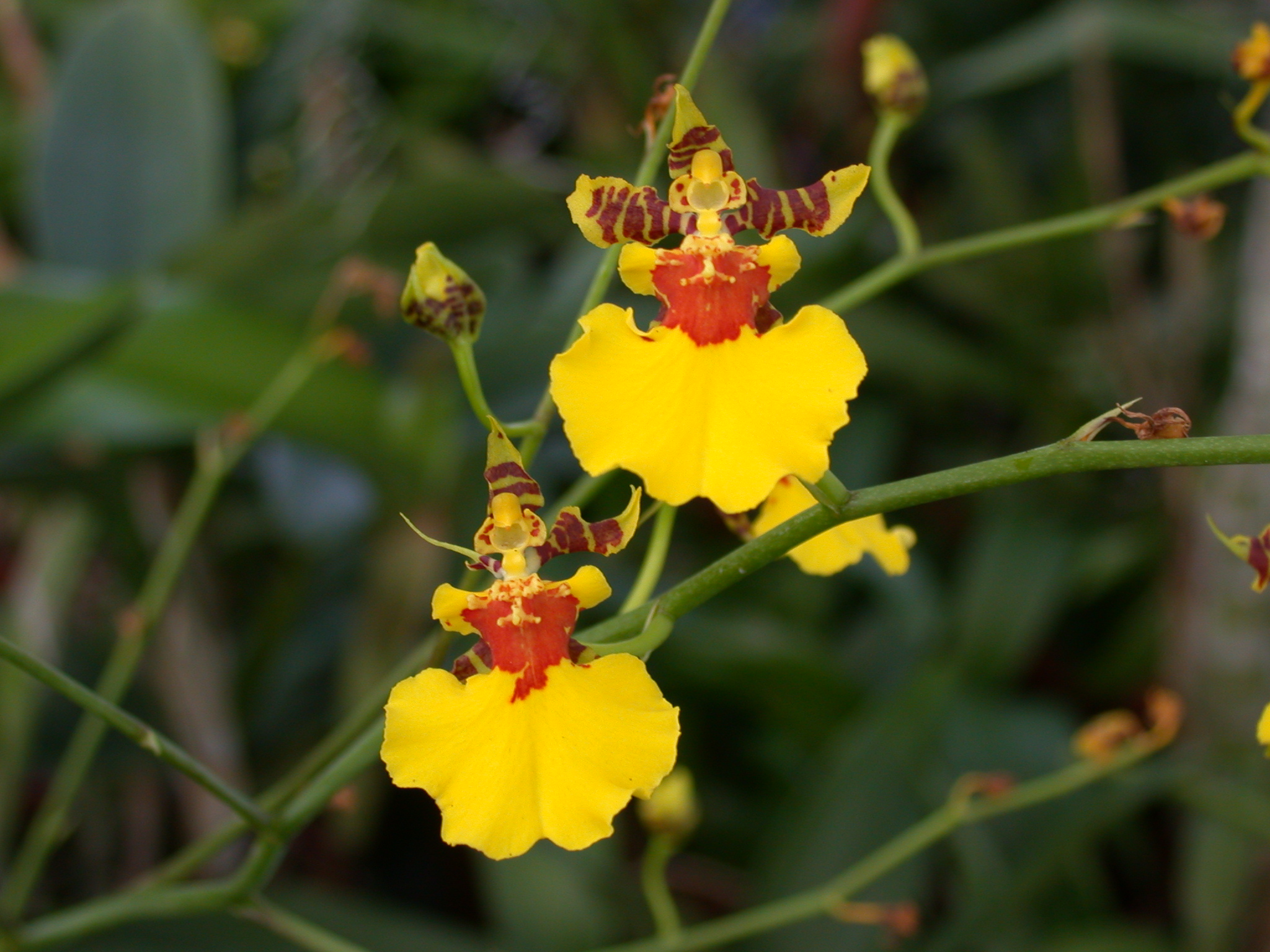
×Oncidesa 'Gower Ramsey'

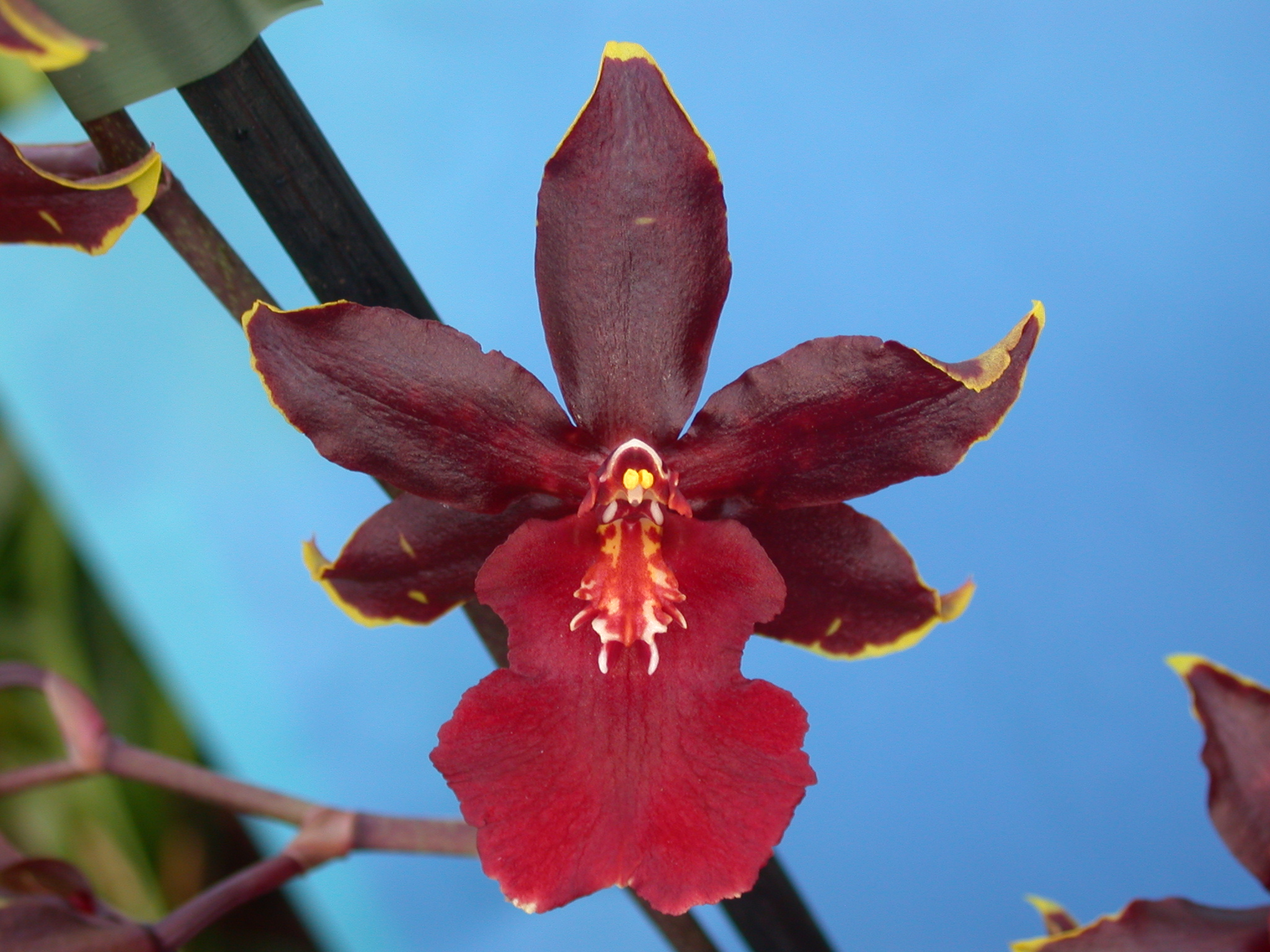
×Odontocidium 'Bobcat'

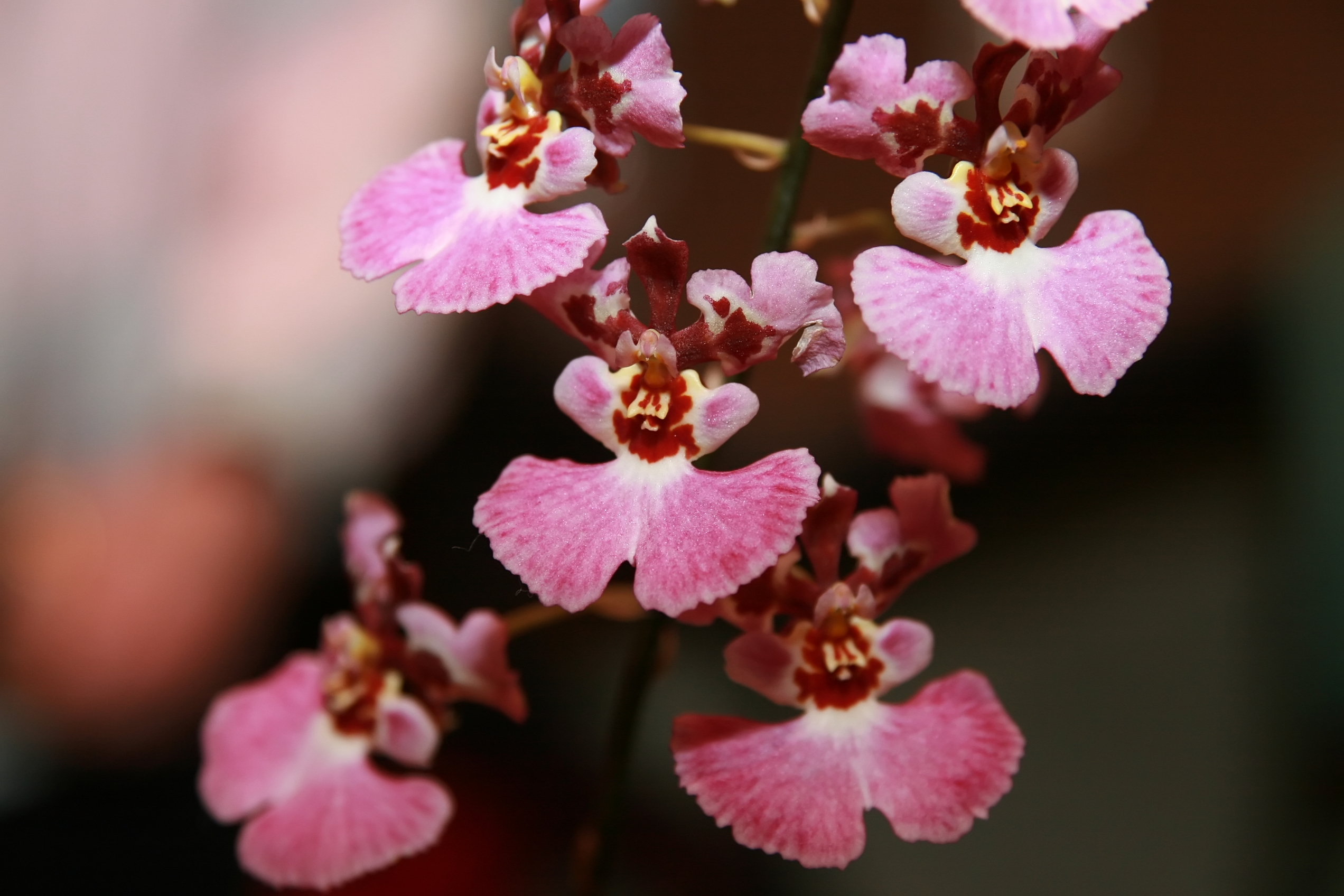
×Rodricidium sp.

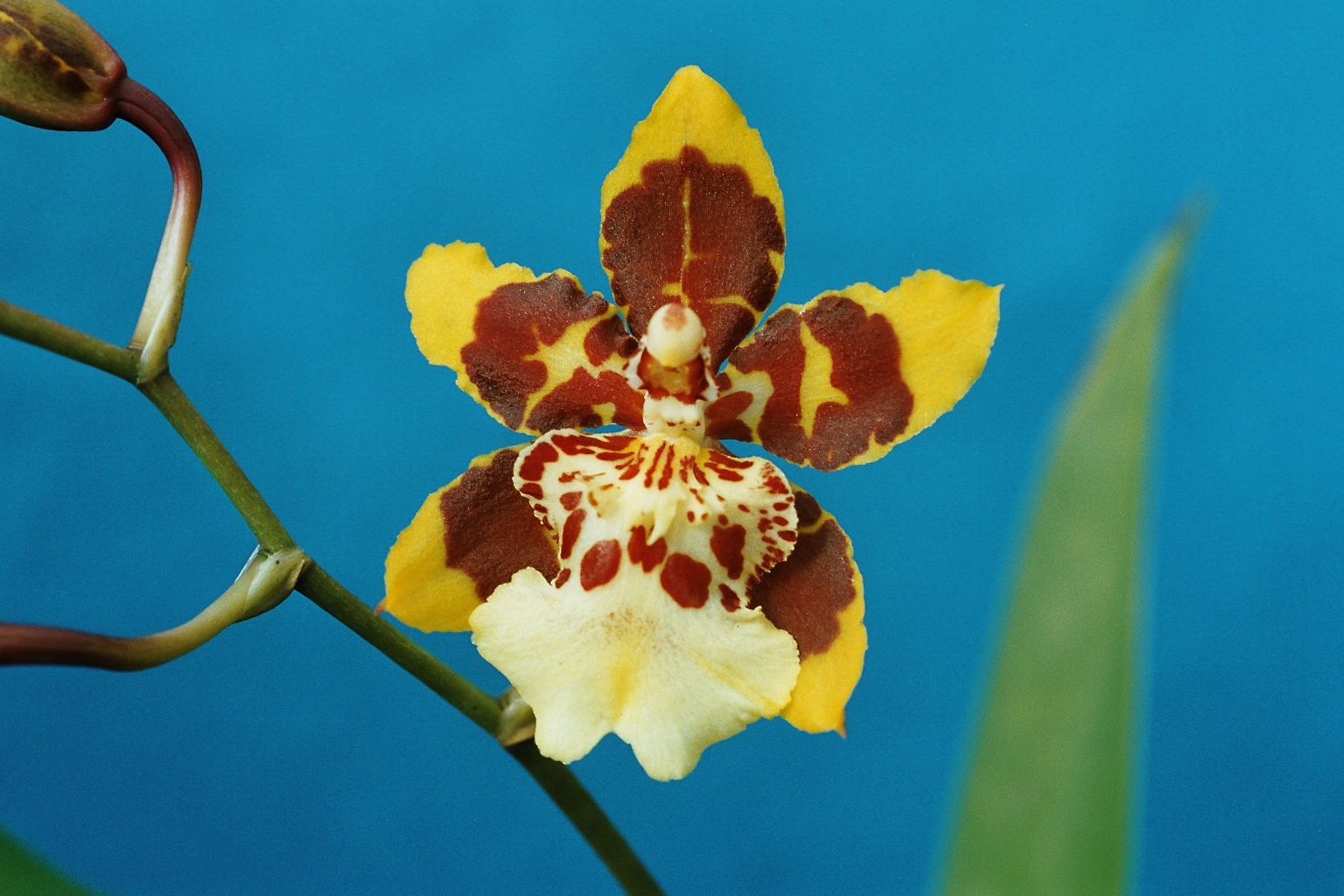
×Wilsonara

| Hybridní rod     | Zkratka | Rodová kombinace                                                    |
| ---------------- | ------- | ------------------------------------------------------------------- |
| ×Adacidium       | Adcm.   | Ada × Oncidium                                                      |
| ×Alexanderara    | Alxra.  | Brassia × Cochlioda × Odontoglossum × Oncidium                      |
| ×Aliceara        | Alcra.  | Brassia × Miltonia × Oncidium                                       |
| ×Aspasium        | Aspsm.  | Aspasia × Oncidium                                                  |
| ×Bakerara        | Bak.    | Brassia × Miltonia × Odontoglossum × Oncidium                       |
| ×Baldwinara      | Bdwna.  | Aspasia × Cochlioda × Odontoglossum × Oncidium                      |
| ×Baptistocidium  | Btcm.   | Baptistonia × Oncidium                                              |
| ×Barbosaara      | Bbra.   | Cochlioda × Gomesa × Odontoglossum × Oncidium                       |
| ×Baumannara      | Bmnra.  | Comparettia × Odontoglossum × Oncidium                              |
| ×Brassidium      | Brsdm.  | Brassia × Oncidium                                                  |
| ×Brilliandeara   | Brlda.  | Aspasia × Brassia × Cochlioda × Miltonia × Odontoglossum × Oncidium |
| ×Burkhardtara    | Bktra.  | Leochilus × Odontoglossum × Oncidium × Rodriguezia                  |
| ×Burrageara      | Burr.   | Cochlioda × Miltonia × Odontoglossum × Oncidium                     |
| ×Campbellara     | Cmpba.  | Odontoglossum × Oncidium × Rodriguezia                              |
| ×Carpenterara    | Cptra.  | Baptistonia × Odontoglossum × Oncidium                              |
| ×Charlesworthara | Cha.    | Cochlioda × Miltonia × Oncidium                                     |
| ×Colmanara       | Colm.   | Oncidium × Miltonia × Odontoglossum                                 |
| ×Crawshayara     | Craw.   | Miltonia × Odontoglossum × Oncidium                                 |
| ×Dunningara      | Dngra.  | Aspasia × Miltonia × Oncidium                                       |
| ×Eliara          | Eliara. | Brassia × Oncidium × Rodriguezia                                    |
| ×Eryidium        | Erdm.   | Erycina × Oncidium                                                  |
| ×Georgeblackara  | Gbka.   | Comparettia × Leochilus × Oncidium × Rodriguezia                    |
| ×Goodaleara      | Gdlra.  | Brassia × Cochlioda × Miltonia × Odontoglossum × Oncidium           |
| ×Howeara         | Hwra.   | Leochilus × Oncidium × Rodriguezia                                  |
| ×Ionocidium      | Incdm.  | Ionopsis × Oncidium                                                 |
| ×Johnkellyara    | Jkl.    | Brassia × Leochilus × Oncidium × Rodriguezia                        |
| ×Kriegerara      | Kgra.   | Ada × Cochlioda × Odontoglossum × Oncidium                          |
| ×Leocidium       | Lcdm.   | Leochilus × Oncidium                                                |
| ×Leocidmesa      | Lcmsa.  | Gomesa × Leochilus × Oncidium                                       |
| ×Leocidpasia     | Lcdpa.  | Aspasia × Leochilus × Oncidium                                      |
| ×Liebmanara      | Lieb.   | Aspasia × Cochlioda × Oncidium                                      |
| ×Lockcidium      | Lkcdm.  | Lockhartia × Oncidium                                               |
| ×Lockcidmesa     | Lkda.   | Lockhartia × Oncidium × Gomesa                                      |
| ×Maclellanara    | Mclna.  | Brassia × Odontoglossum × Oncidium                                  |
| ×Maunderara      | Mnda.   | Ada × Cochlioda × Miltonia × Odontoglossum × Oncidium               |
| ×Miltadium       | Mtadm.  | Ada × Miltonia × Oncidium                                           |
| ×Miltonidium     | Mtdm.   | Miltonia × Oncidium                                                 |
| ×Norwoodara      | Nwda.   | Brassia × Miltonia × Oncidium × Rodriguezia                         |
| ×Notylidium      | Ntldm.  | Notylia × Oncidium                                                  |
| ×Odontioda       | Oda.    | Cochlioda × Odontoglossum                                           |
| ×Odontobrassia   | Odbrs.  | Brassia × Odontoglossum                                             |
| ×Odontocidium    | Odcdm.  | Odontoglossum × Oncidium                                            |
| ×Oncandra        | Ora.    | Galeandra × Oncidium                                                |
| ×Oncidenia       | Oncna.  | Macradenia × Oncidium                                               |
| ×Oncidesa        | Oncsa.  | Gomesa × Oncidium                                                   |
| ×Oncidettia      | Onctta. | Comparettia × Oncidium                                              |
| ×Oncidiella      | Onclla. | Oncidium × Rodrigueziella                                           |
| ×Oncidioda       | Oncda.  | Cochlioda × Oncidium                                                |
| ×Oncidpilia      | Oncpa.  | Oncidium × Trichopilia                                              |
| ×Ornithocidium   | Orncm.  | Oncidium × Ornithophora                                             |
| ×Pettitara       | Pett.   | Ada × Brassia × Oncidium                                            |
| ×Rehfieldara     | Rfda.   | Ada × Odontoglossum × Oncidium                                      |
| ×Richardsonara   | Rchna.  | Aspasia × Odontoglossum × Oncidium                                  |
| ×Rodricidium     | Rdcm.   | Oncidium × Rodriguezia                                              |
| ×Ruppara         | Rppa.   | Gomesa × Odontoglossum × Oncidium                                   |
| ×Sauledaara      | Sdra.   | Aspasia × Brassia × Miltonia × Oncidium × Rodriguezia               |
| ×Segerara        | Sgra.   | Aspasia × Cochlioda × Miltonia × Odontoglossum × Oncidium           |
| ×Shiveara        | Shva.   | Aspasia × Brassia × Odontoglossum × Oncidium                        |
| ×Sigmacidium     | Sgdm.   | Oncidium × Sigmatostalix                                            |
| ×Trichocidium    | Trcdm.  | Oncidium × Trichocentrum                                            |
| ×Vanalstyneara   | Vnsta.  | Miltonia × Odontoglossum × Oncidium × Rodriguezia                   |
| ×Vuylstekeara    | Vuyl.   | Cochlioda × Odontoglossum × Miltonia                                |
| ×Warneara        | Wnra.   | Comparettia × Oncidium × Rodriguezia                                |
| ×Wilsonara       | Wils.   | Cochlioda × Odontoglossum × Oncidium                                |
| ×Withnerara      | With.   | Aspasia × Miltonia × Odontoglossum × Oncidium                       |